# 九寨沟
九寨沟风景名胜区，简称九寨溝，位于中国四川省北部阿坝藏族羌族自治州九寨沟县（原南坪县）。域跨东经103°46'~104°4'；北纬32°54'~33°19'。因沟中有树正、荷叶、则查洼、盘信、黑果、盘亚助、故洼、彭布、尖盘九个藏族村寨而得名。九寨溝水系流經白河、白水江、嘉陵江，最後流入長江。1992年被列为世界自然遗产。

## 地理
| 季节 | 平均气温   | 备注                     |
| ---- | ---------- | ------------------------ |
| 春季 | 9度－18度  | 有冻土及残雪             |
| 夏季 | 19度－22度 | 夜晚较凉，7、8两月是雨季 |
| 秋季 | 7度-18度   | 秋高气爽，昼夜温差较大   |
| 冬季 | 0度左右    | 较寒冷                   |

九寨沟处在青藏高原东南的尕尔纳山峰北麓，主要由岷山山脉中呈“丫”字形分布的日则沟、则查洼沟、树正沟三条沟谷所构成，海拔在2000米至3106米之间，属世界高寒喀斯特地貌。总面积约620km²，约有52%的面积被原始森林所覆盖，期间夹生箭竹和各种奇花异草，也有诸多野生动物栖息于此，如大熊猫、金丝猴、白唇鹿等。在冬季，九寨溝所有海子均會結冰，唯獨五花海因為湖底的泉眼影響，令湖水在冬天仍能保持在攝氏6度。
九寨沟是白水沟上游白河的支沟，以有九个藏族村寨而得名。沟内可分四大景区：树正景区、日则景区、长海景区、宝镜崖景，以翠海、叠瀑、彩林、雪山、藏情“五绝”驰名中外，被誉为“梦仙境”和“童话世界”。

### 地貌成因推测
九寨沟大多数湖泊的形成源于水中所含碳酸钙。远古时代，地球处于冰期时，水中所含碳酸钙质无法凝结，只能随水漂流。到距今约12000年前，气候转暖后流水中的碳酸钙质活跃起来，一旦遇到障碍物便附着其上，逐渐积累，形成今天九寨沟中一条条乳白色的钙质堤埂，这些堤埂堆积起来形成堰塞湖。也就是所谓的“海子”。九寨沟山水约形成于第四纪古冰川时代，现保留大量第四纪冰川遗迹。由于富含碳酸钙质，湖底、湖堤、湖畔均可见乳白色碳酸钙形成的结晶，而来自雪山活水本身清澈，加之梯状湖泊层层过滤，其水色显得更加透明。

## 历史

### 早期历史
原南坪县古称羊峒，分为上羊峒、中羊峒和下羊峒。以九寨沟沟口为界，至松潘方向为上羊峒，往南坪县城区域为中羊峒。九寨沟内有荷叶、则查洼、尖盘、盘亚、彭布、树正、盘信、黑角、故洼9个藏族村寨，在清朝中后期称三舍羊峒和药九寨（简称羊峒寨或和药寨），意为距离羊峒城三舍距离远（一舍等于三十华里），由松潘直隸廳土司羊峒寨土百戶管辖，共120户，540人。土司驻牧于和药寨（今称荷叶寨），后改驻树正寨。
《民国松潘县志·山川》曾记录“羊峒番部内，海狭长数里，水光浮翠，倒影林岚”，描述的是沟内长海的景色。

### 森工开发
1956年，森林工业部四川省林业勘察设计院勘查队员王志强、傅华到九寨沟地区踏勘，发现这里的美景和丰富的森林资源，研究制定了开发森林计划，但因道路不畅，运输困难而搁置。1960年，一支由220余人组成的森林调查队在武装部队护送下来到九寨沟调查森林资源后决定在沟内建设森工企业。
1964年，林业部中南林业勘查设计院开展并完成了九寨沟林场总体设计图。1966年，随着三线建设的上马，国家对木材需求量增大，林业部白龙江林业管理局成立南坪林业局，在九寨沟树正沟建立124诺日朗林场。1974年，在日则沟建立126日则林场。两个林场共下设8个工段，若干个工作面，近千名伐木工人。1971年南坪林业局下放给四川省林业厅领导，1981年又下放给阿坝州管理。
1970年代，中国科学院成都生物研究所、四川省林业厅等多个部门曾进入九寨沟考察，多次向上级单位提出保护的建议。1970年8月，中科院成都生物研究所研究员印开蒲到南坪林业局考察薯蓣时被景色吸引。1973年，中科院院士、林学家吴仲伦教授及四川省林业厅李吉刚、张开齐一行到南坪林业局检查工作。考察完成后吴向林业部提出保护九寨沟的建议，但未能引起足够重视；1975年8月，印开蒲和中国科学院植物研究所、四川农业大学等单位组织“四川西部植被调查队”第二次考察九寨沟，在则查洼沟伐木工人的介绍下溯溪而上至长海。考察结束后调查队分别向阿坝州政府和四川省科委领导汇报提出了希望能够得到保护的建议，但并未引起足够重视。
1974年10月，四川省林业厅大熊猫考察队到九寨沟考察。考察队回蓉后向四川省革命委员会林业组组长韩正夫作了汇报。不久，四川省革命委员会林业组发出《关于日则、格则沿沟两百米以下禁止砍伐的通知》，禁伐九寨沟道路两旁200米以内的树木。该通知受到文化大革命影响，政治局势混乱而并没有被执行。

### 旅游开发

#### 保护区设立
1976年8月16日，松潘——平武发生7.2级地震，四川省革委会副主任蔡文彬领导抗震救灾队伍奔赴灾区救灾。9月8日，南坪县委领导在救灾队伍基本完成救灾任务后，建议其去九寨沟休整。到了九寨沟后，蔡被美景打动，便立即通知峨眉电影制片厂、四川日报、四川电视台的随行记者拍摄主要景点，但蔡本人于9月9日因毛泽东去世而紧急赶回成都。9月下旬，在毛泽东悼念活动结束后，蔡文彬向省委、省革委汇报了九寨沟的情况。得到省委第一书记赵紫阳支持，当即向国家旅游总局写报告，申请开发九寨沟。
1977年，国家旅游局局长韩克华带队到九寨沟考察，正式确定九寨沟为国家级旅游开发项目。1978年，吴仲伦再次提出保护九寨沟的建议，并向四川省委第一书记赵紫阳打电话专门汇报此事。
1978年7月，印开蒲三次深入九寨沟开展植被考察工作，然而震惊于沟内的森林采伐、生态破坏、水土流失。返回成都后，他立即向研究所领导汇报，并着手起草《中国科学院成都生物研究所关于建议在四川建立几个自然保护区的报告》，建议设立自然保护区以保护生态环境。由于担忧“文化大革命”遗留下来的极端思想可能会对其建议提出“破坏林业生产”的批判，印开蒲在报告中以保护大熊猫为名义提出设立保护区。8月13日报告起草完成，并由中国科学院成都分院副院长马识途直接交到时任国务院副总理兼中国科学院院长方毅手中。10月17日，中国科学院报告转发至农林部，并得到农林部的认可。此前林业部亦曾组织以卿建华为首的调查队在九寨沟调查熊猫保护状况。后国家林业总局决定正式上报国务院。
同年，中共南坪县委宣传部干事田树昌、县农技厂技术员邓一合写了一封呼吁抢救九寨沟的信件，后此信在《四川日报内参》上刊登，题为《紧急呼吁保护九寨沟自然风景区》，受到省委书记赵紫阳批示：“请阿坝州和省林业厅采取措施保护”。并叮嘱省林业厅停止对驻九寨沟的林场下达伐木任务和指标。国务院之后下发234号和256号文件，将九寨沟列为自然保护区。四川省林业厅电令南坪林业局停止在九寨沟采伐。阿坝州委发出《关于保护南坪九寨沟风景区的紧急通知》，责成阿坝州林业指挥部、南坪县林业局采取果断措施，禁止在九寨沟内采伐森林，转而清理集运已伐木材。
1978年11月30日，九寨沟停止森林采伐，森工系统单位则于1979年迁出。1978年12月15日，国务院批准建立九寨沟国家级自然保护区。1979年，四川省委又拨款600万元人民币，沟内的两个林场分别迁至绵阳专区的北川县小寨子沟和青川县唐家河。1980年，南坪县九寨沟自然保护区管理处成立，人员编制20人。

#### 景区建设

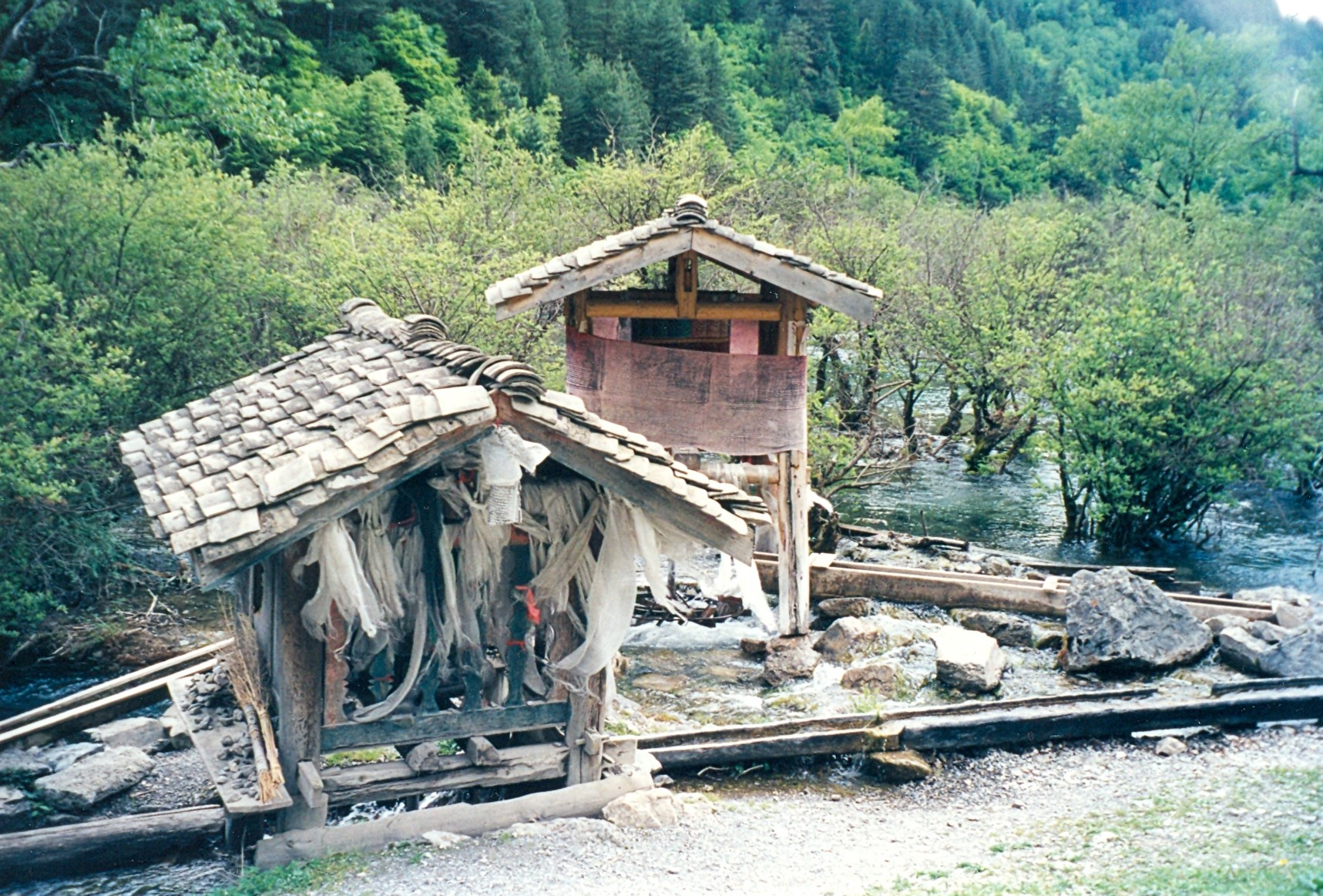
树正寨的转经筒（2000年）

1982年11月8日，国务院同意把九寨沟列为第一批国家重点风景名胜区。1984年1月，九寨沟风景名胜区管理局成立，九寨沟正式对外开放，开始进行探索性、小规模、粗放型的旅游开发。
1980年代，虽然林场已经关闭，但自然保护区遭受当地居民和旅游业单位的过度开发。1983年10月，已升任国务院总理的赵紫阳视察九寨沟，发现当时的国有森林因包产到户政策而划归当地群众的现象时认为这样不妥，并要求沟内陡坡地逐步退耕还林、种草、植树、恢复植被；山区大量发展用材林、经济林和果林；同时做好大熊猫保护工作。
1986年1月7日，光明日报社内参《情况反映》刊载了王茂修撰写的《四川九寨沟自然保护区遭受严重破坏》的文章。该文披露九寨沟自1982年后，旅游事业迅速发展，沟内有13户社员在沟内办旅馆，未经批准就在湖边山坡上砍树建房，同时大量废水废渣倾入湖内；有的单位在沟内建商店；沟内乱捕乱猎现象也很严重。该文再次引发赵紫阳重视，要求研究制定确保自然保护区免遭破坏的措施。1986年3月16日，四川省政府办公厅向国务院办公厅上报了《关于贯彻落实赵总理对四川九寨沟问题的重要批示的报告》。整改措施包括改造龙康电站实施“以电代柴”、发展农户旅游产品、制定旅游规划、冻结处理占地乱建房等问题。
1987年1月20日，中华人民共和国住房和城乡建设部批准了九寨沟总体规划，风景区范围为720平方千米，外围保护地带为600平方千米。1990年，国家旅游局、城乡建设环境保护部，联合四川省旅游局、省建委、省林业厅共同投资约5000万元人民币，修建九寨宾馆、旅游栈道40公里、观景台4个、步行木质架空栈道2.8公里、地面卫星接收站4个，开放景点29个。
九寨沟风景名胜区于1992年被列为世界自然遗产；1997年被纳入世界人与生物圈保护区；2000年评为中国首批国家4A级旅游景区；2001年2月取得“绿色环球21”证书；2007年获批成为国家5A级旅游景区 。
2000年，九寨沟正式实施“沟内游、沟外住”政策。同时，在全国景区中实施限流政策，控制每天进沟人数。2001年5月1日起，正式关闭九寨沟景区内所有宾馆旅店。2003年起，大规模拆除景区经营性房屋和违章建筑。

#### 景区管理
1979年南坪林场迁出后，四川省革命委员会下发“关于加强自然保护区建设的通知”，成立四川省南坪县九寨沟自然保护区管理所。1983年更名为“四川南坪九寨沟自然保护区管理处”，同年四川省政府下发168号文确定管理处为南坪县下辖的区科级单位，统一管理九寨沟自然保护区。
1984年，九寨沟被划为第一批国家重点风景名胜区后，南坪县九寨沟风景名胜区管理局成立；1985年，成立九寨沟旅游公司。
1989年，基于原隆康乡、塔藏乡建立九寨沟镇，形成管理处、管理局、镇政府三块牌子、一套班子统一管理九寨沟。1998年6月19日，南坪县更名九寨沟县，九寨沟镇更名漳扎镇。
阿坝州政府于2000年提出“大九寨”概念，成立大九寨管委会，并于2006年正式组建了大九寨旅游集团有限责任公司（大九旅）。九寨沟旅游股份有限公司（以下简称“九寨股份”）于成立于2008年5月，是大九旅集团整合了九寨沟绿色旅游观光公司、阿坝大九寨旅游集团黄龙索道公司等资产。2012年剥离九寨黄龙机场公司，同时九寨股份更名为大九旅集团九寨沟分公司，实际控制人由九寨沟县转变为阿坝州国资委。
2024年4月，成立大九寨文化旅游投资发展集团。
景区内自然村分属荷叶社区、树正社区、扎如社区管辖，行政隶属九寨沟县漳扎镇，实际由九寨沟管理局代管。

#### 2017年地震
2017年8月8日深夜於景區內發生大地震，多個景點產生崩塌。震後景区內的主要江河水势平稳。不过火花海的“海水”已经大量流失。9日时火花海排空，没有溃决风险。原有的堰塞湖經初步排查無潰決風險，新的堰塞湖也没有出现。多个湖泊遭到了不同程度的受损，多处山体垮塌。諾日朗瀑布發生嚴重崩塌，變成無數小亂流與一攤泥水。「雙龍海」和「蘆葦海」大部分被沖毀，「老虎海」及「蘆葦海」邊坡受損嚴重，「犀牛海」對面的棧道及「盆景灘」一帶的棧道受損。
地震发生后，2017年8月9日起，九寨沟景区暂时关闭，停止接待游客。景区曾于2018年3月8日短暂开放，每天限制进沟2000人/天，只接待组织的团队游客，暂不接待散客，后又再次关闭。2019年9月27日，九寨沟景区恢复开园，实行限区域、限时段（每日8：30至17：00）开放，单日最大限客量为5000人，实行网络购票且仅针对团队开放，至11月28日开始对散客开放，景区开放区域单日游客接待最大限量由8000人次调至2万人次。
目前九寨沟景区门票、车票实行全网实名制预购，不再设立现场购票窗口。2021年9月28日，九寨沟景区全域恢复开放，单日游客接待最大限量重返4万人左右。

## 主要景区

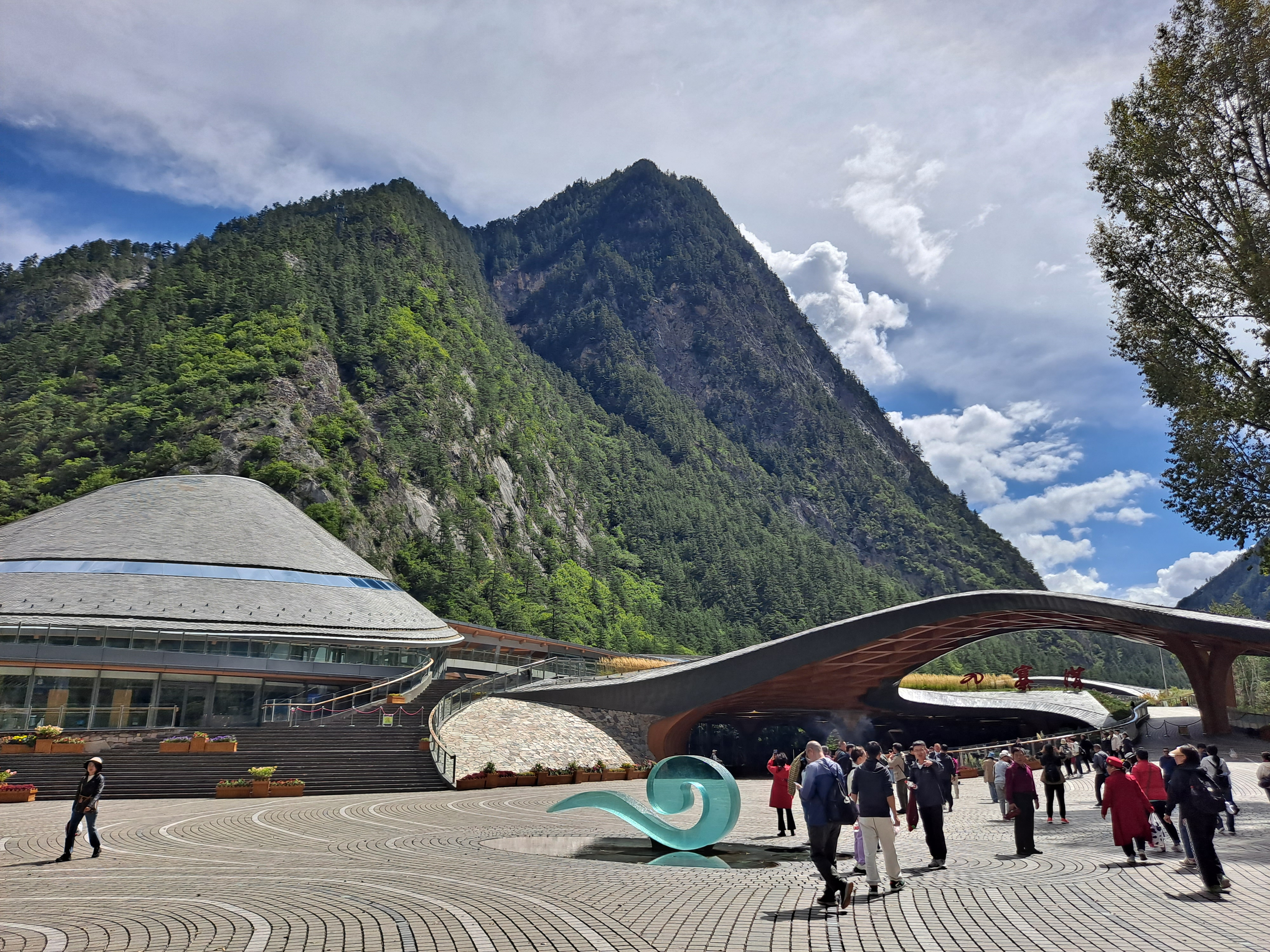
沟口立体式游客服务设施

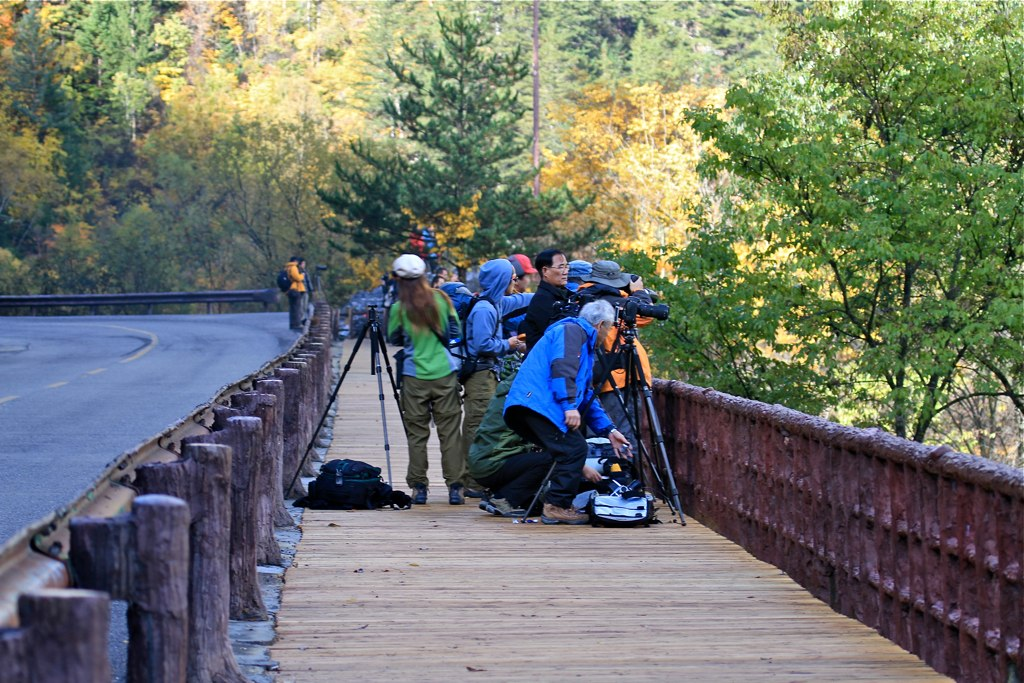
沟内栈道和公路

九寨沟分三条沟：日则沟、树正沟、则查洼沟3条主沟，呈倒Y形分布。景观分布在树正、诺日朗、剑岩、长海、扎如、天海六大景区，沟内设有40处观景台、19个休息亭、57座生态厕所。九寨沟景区设有信息中心、游客中心、管理中心等景区建筑。其中沟口立体式游客服务设施于2017年地震后重建，建筑面积26600平方米，其中包括游客集散中心、展示中心、国际交流中心、智慧管理中心、人防应急避难场所、遗产景观及生态保护国家级综合观测站等设施。
景区内共有公路61公里，最初由林业局修建，现为国家二级公路一级路面标准，通往三条沟的沿途景点。2021年9月，九寨沟景区境內五花海至原始森林的熊猫海隧道通车。而栈道则全场82公里。
景区管理方要求所有游客乘坐景区观光车游览。观光车共分为三个区间，在每个景区设有停靠站。

#### 树正沟
树正沟自九寨沟景区大门至诺日朗瀑布，全长约13.8km，海拔约2500-2600米，共有海子（湖泊）40余个，约占九寨沟景区全部湖泊的40%。

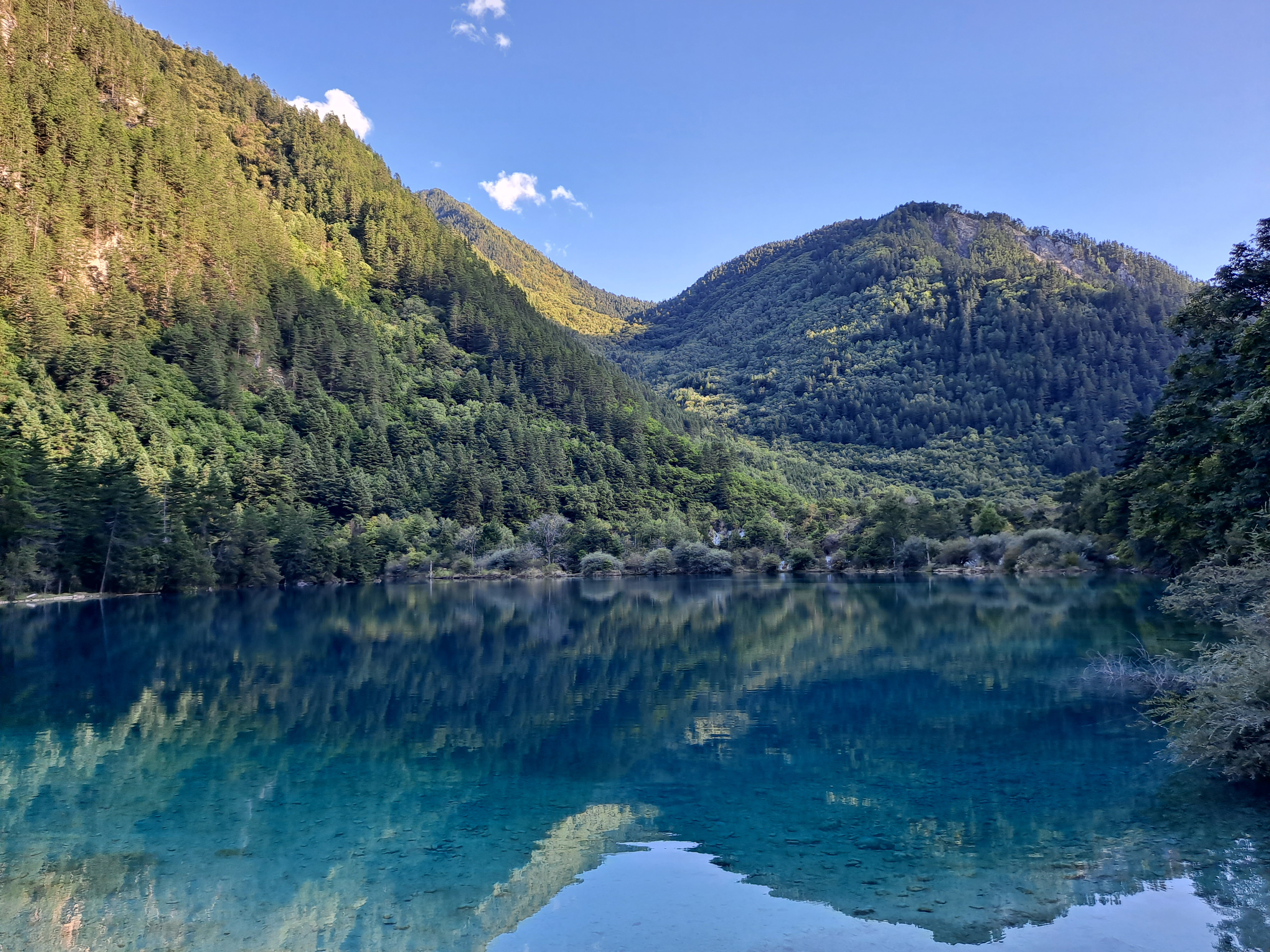
火花海
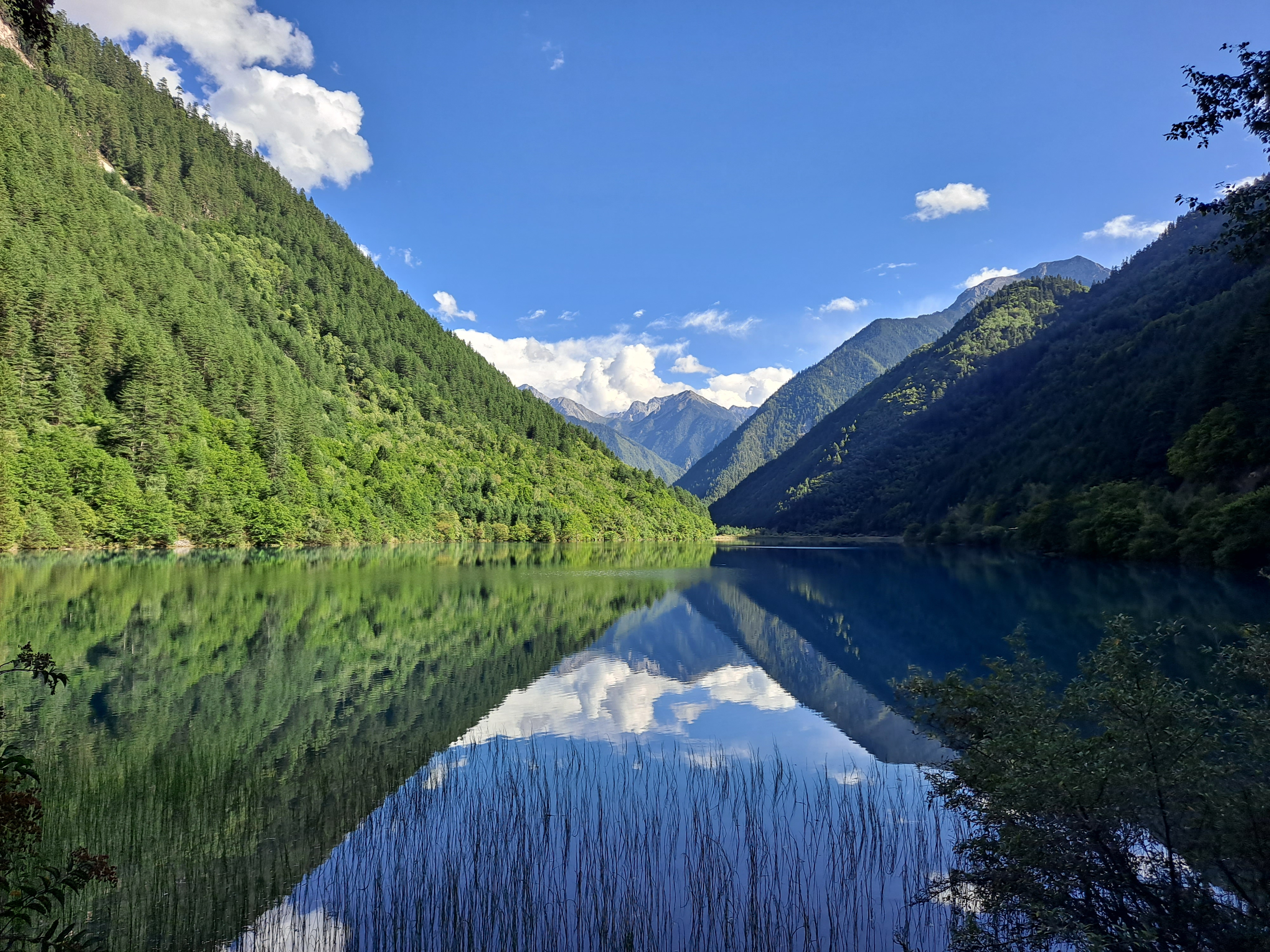
犀牛海
- 老虎海
- 树正群海
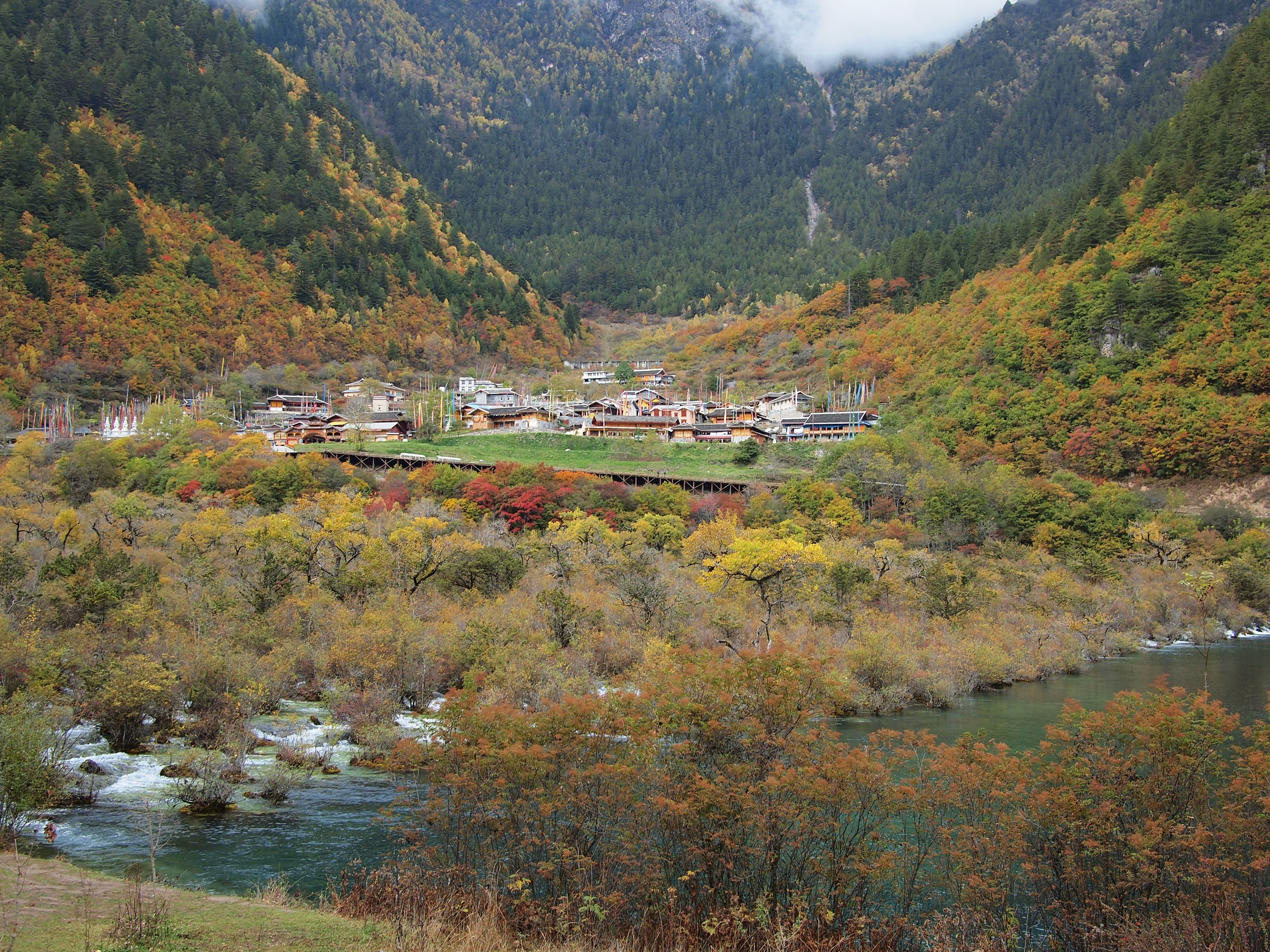
树正瀑布
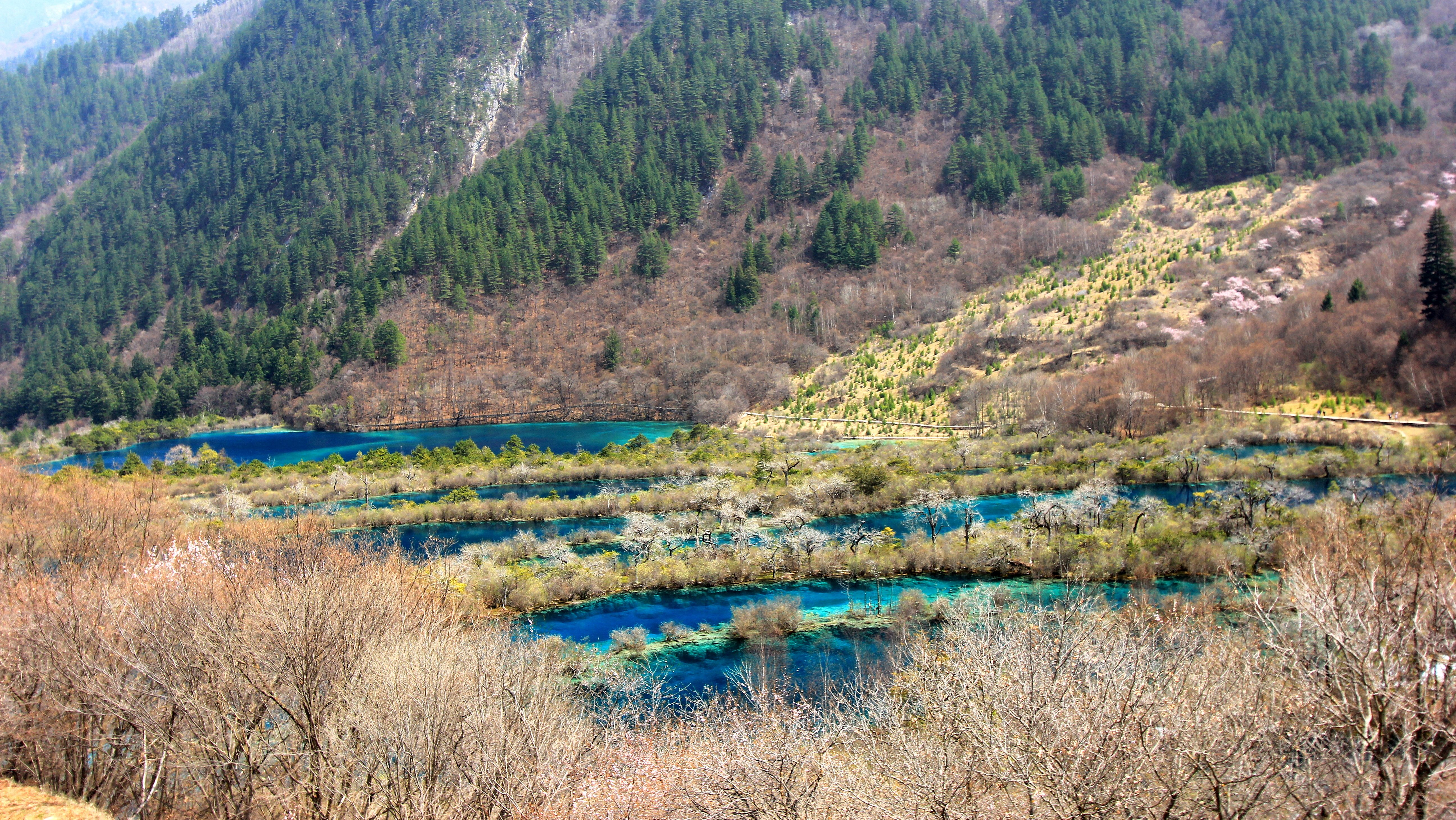
树正寨
- 卧龙海
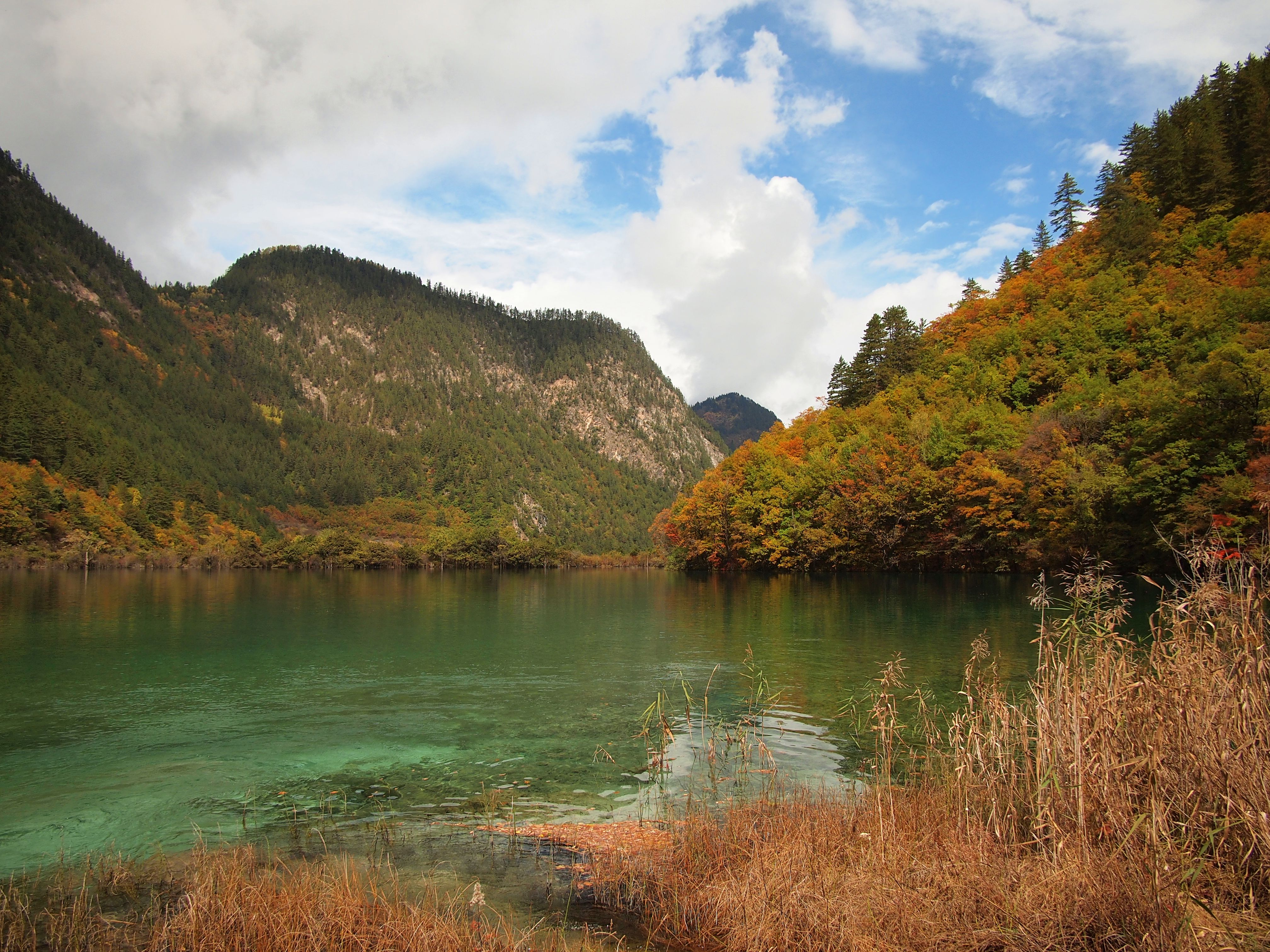
双龙海
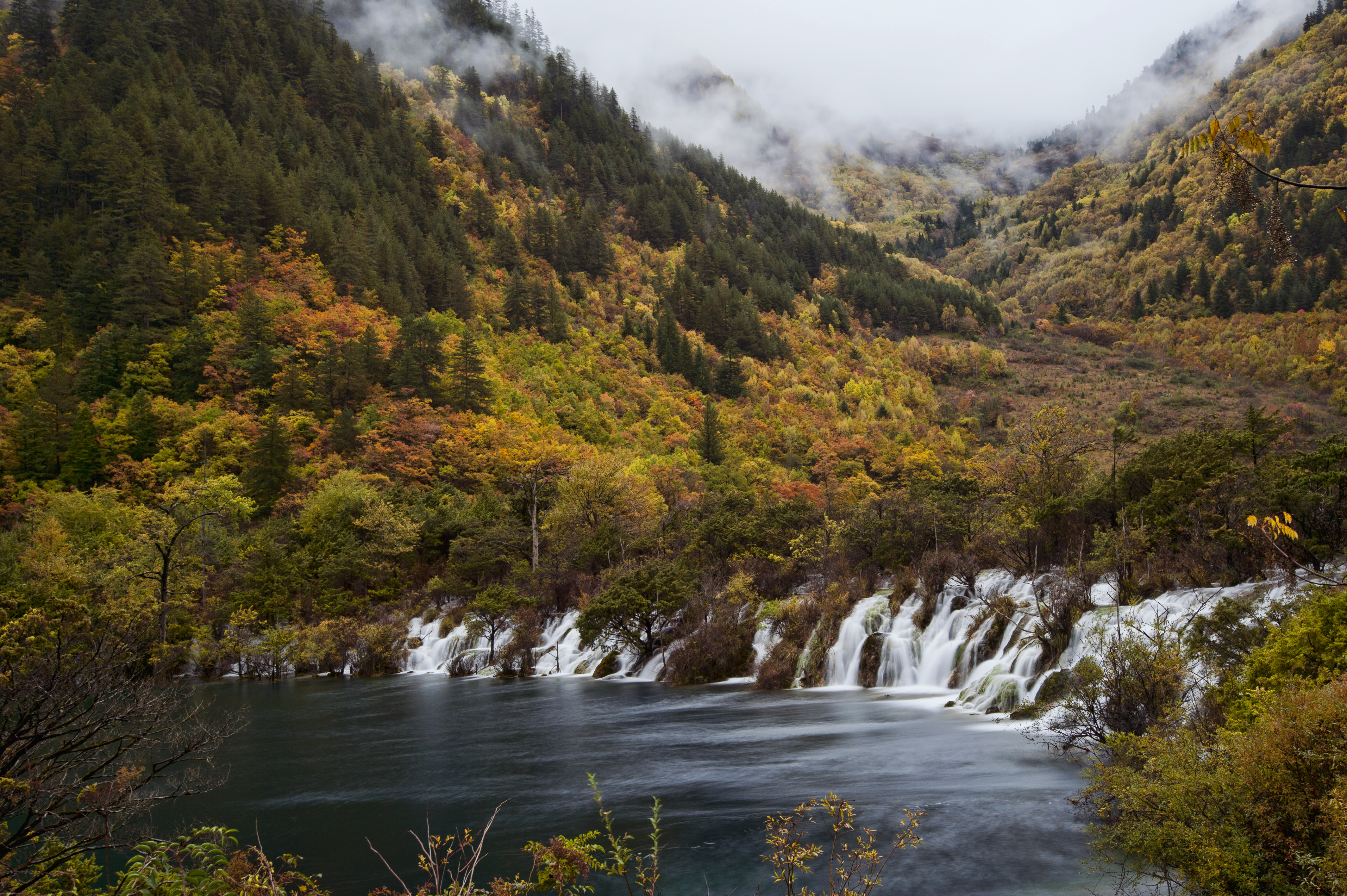
卧龙海
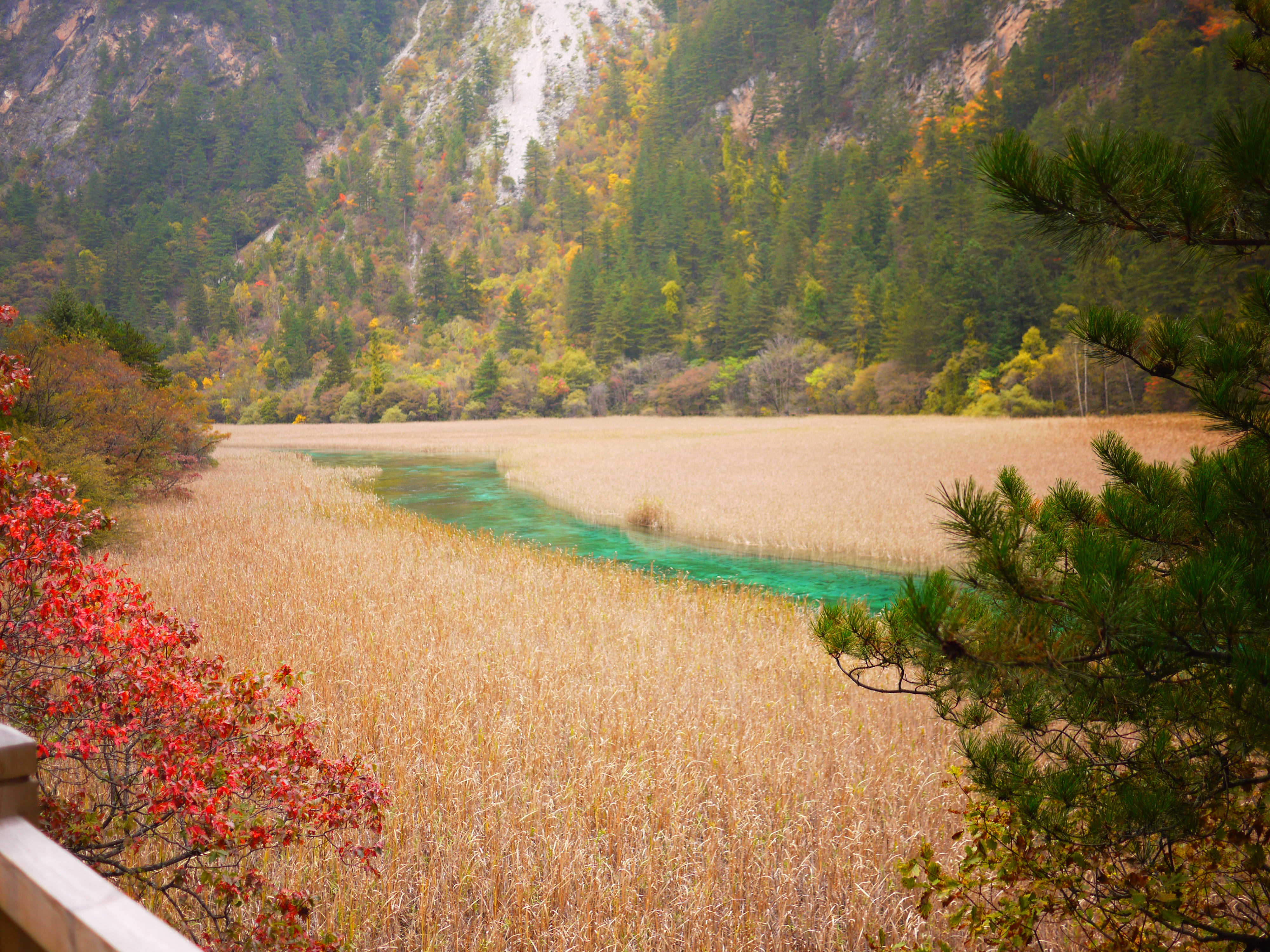
芦苇海
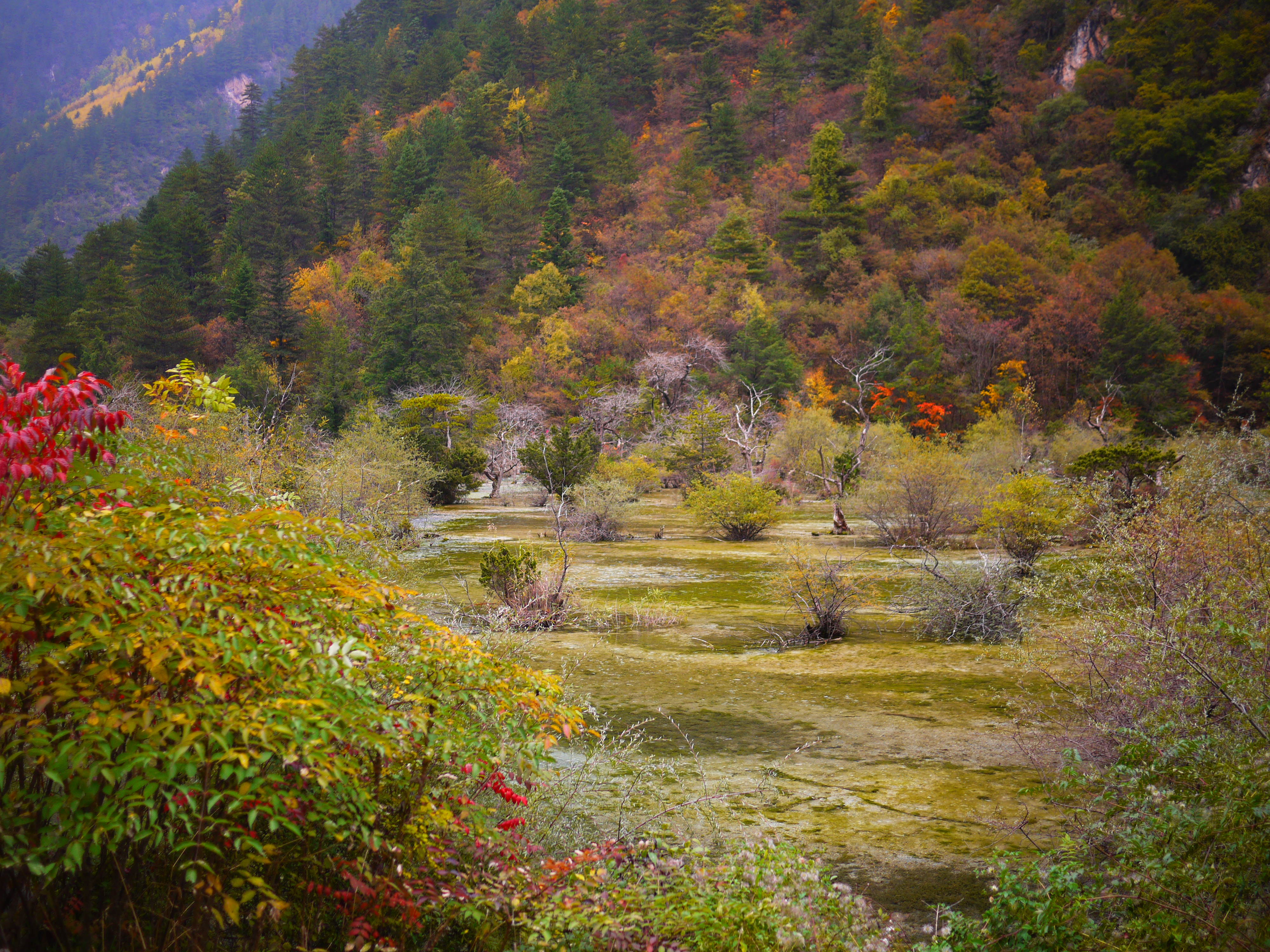
盆景滩
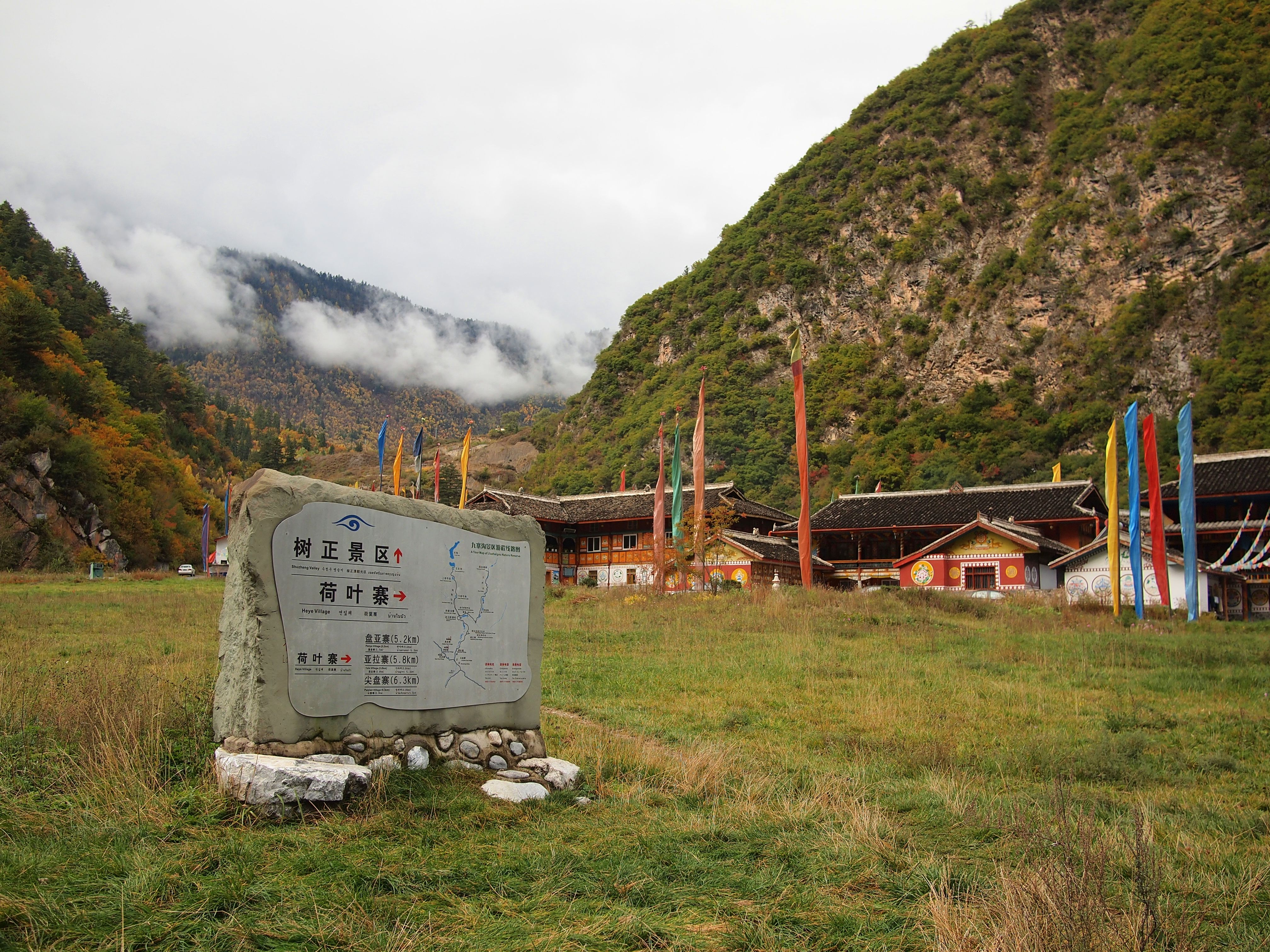
荷叶寨

- 火花海
- 犀牛海
- 树正寨和瀑布
- 树正群海
- 双龙海
- 卧龙海
- 芦苇海
- 盆景滩
- 荷叶寨

#### 日则沟
日则沟全长约25.3千米，位于诺日朗瀑布西南，海拔约2600-3100米，由北向南有镜海、珍珠滩、金铃海、五花海、熊猫海、箭竹海。

俯瞰日则沟内珍珠滩和珍珠滩瀑布

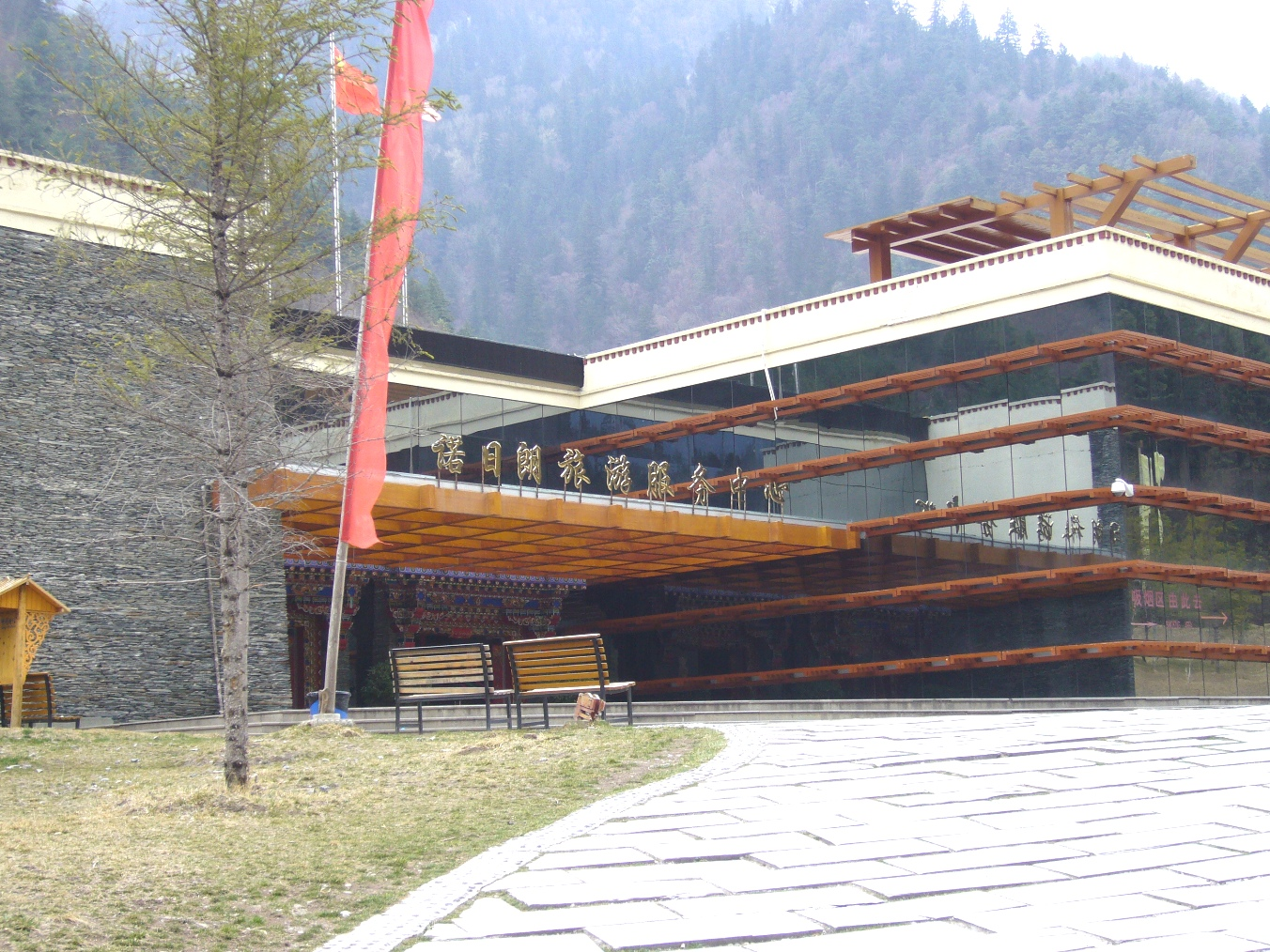
诺日朗旅游服务中心

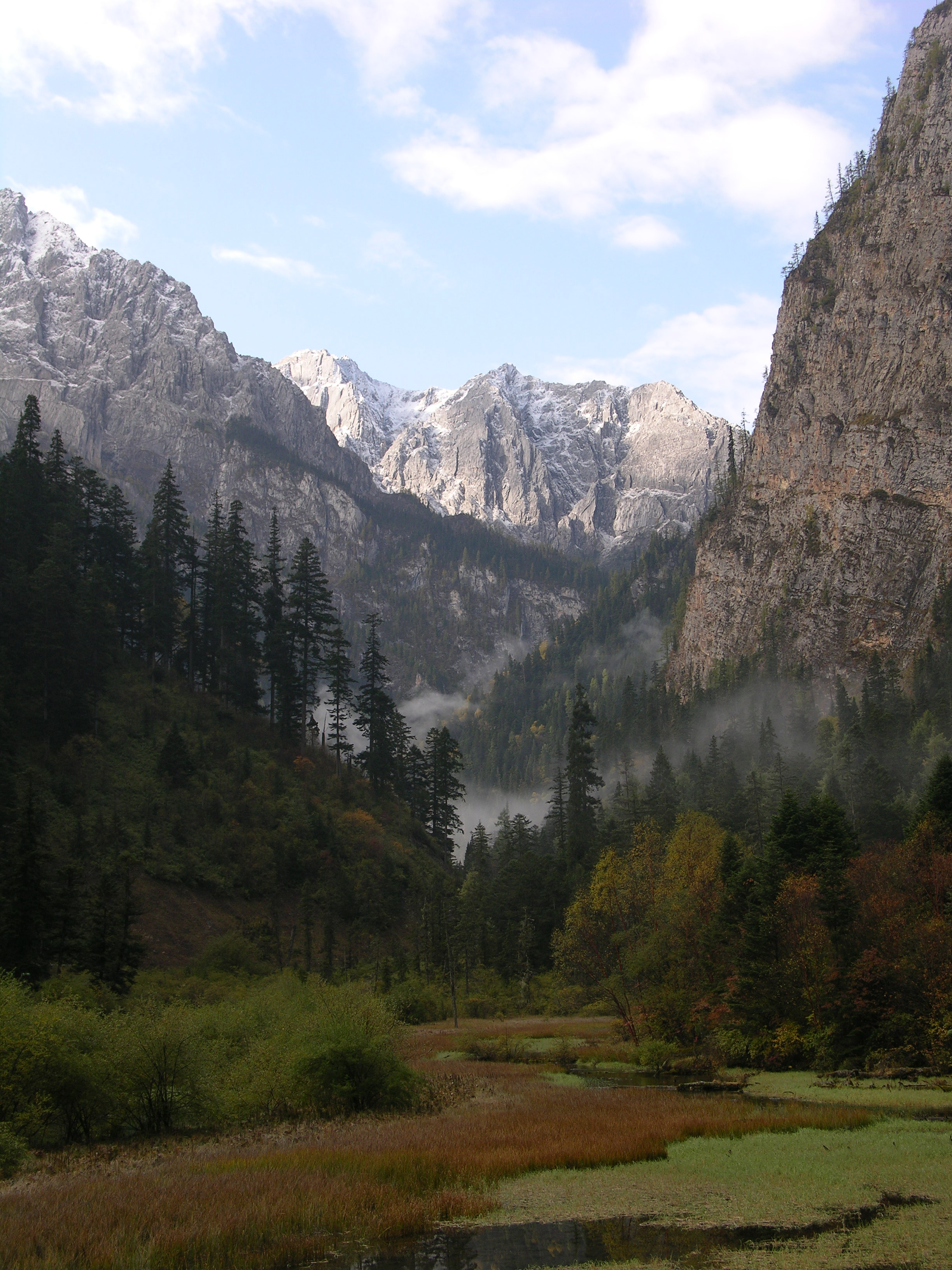
日则沟内

| - 原始森林 - 天鹅海 - 芳草海 - 箭竹海 - 熊猫海瀑布 - 熊猫海 - 五花海 | - 珍珠滩 - 珍珠滩瀑布 - 孔雀河道 - 镜海 - 诺日朗瀑布 - 五彩湖 |  |

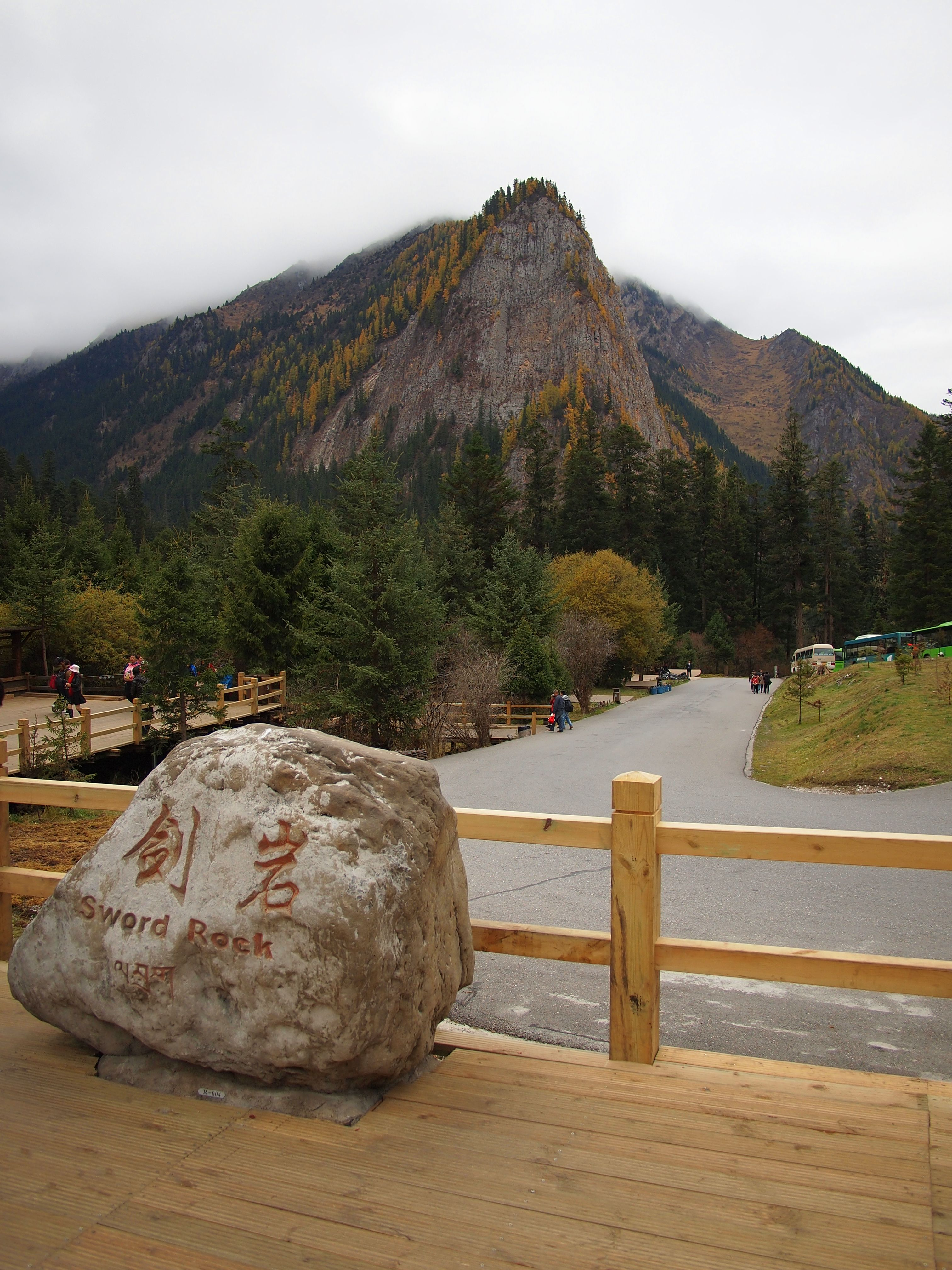
剑岩
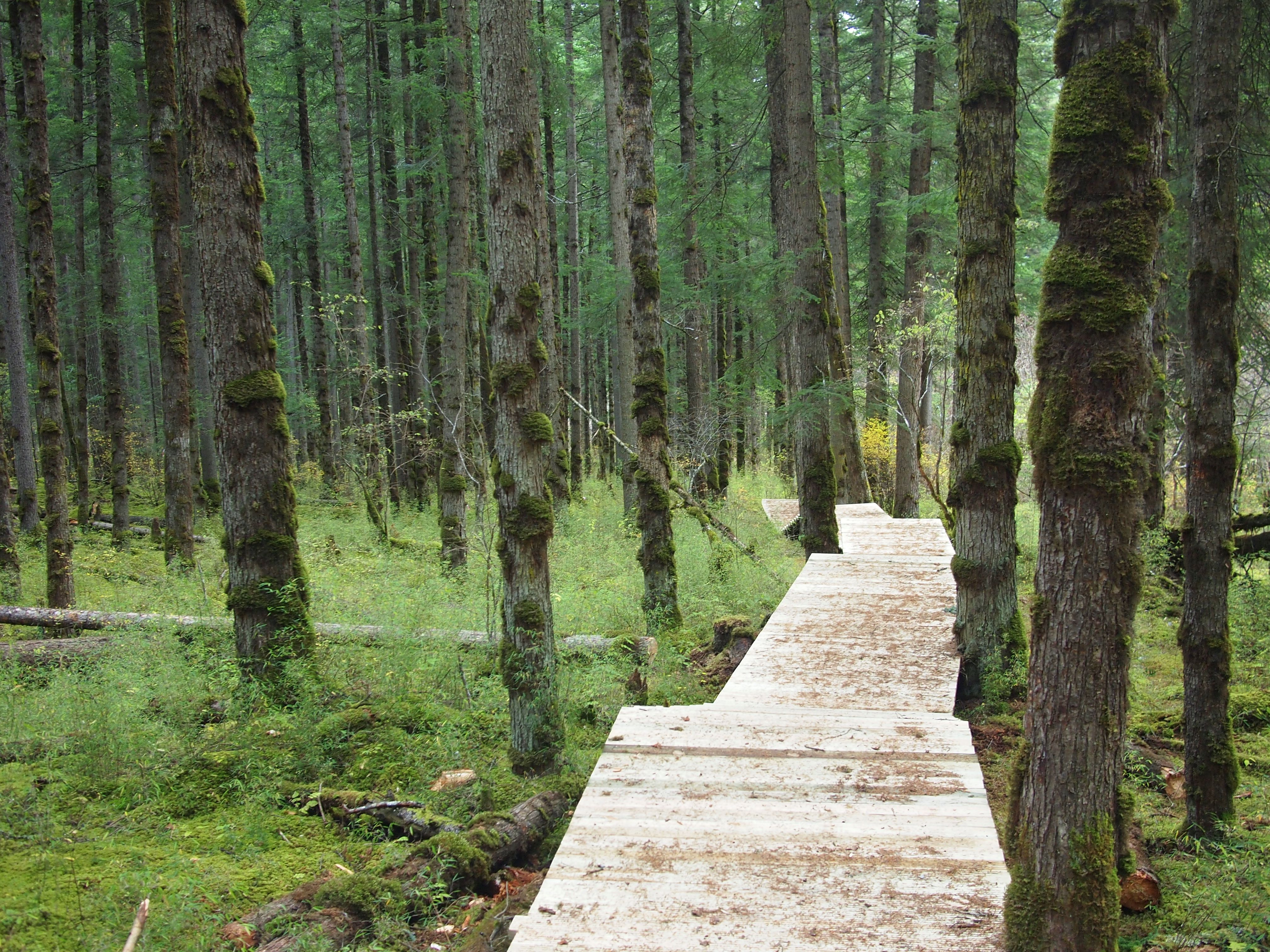
原始森林
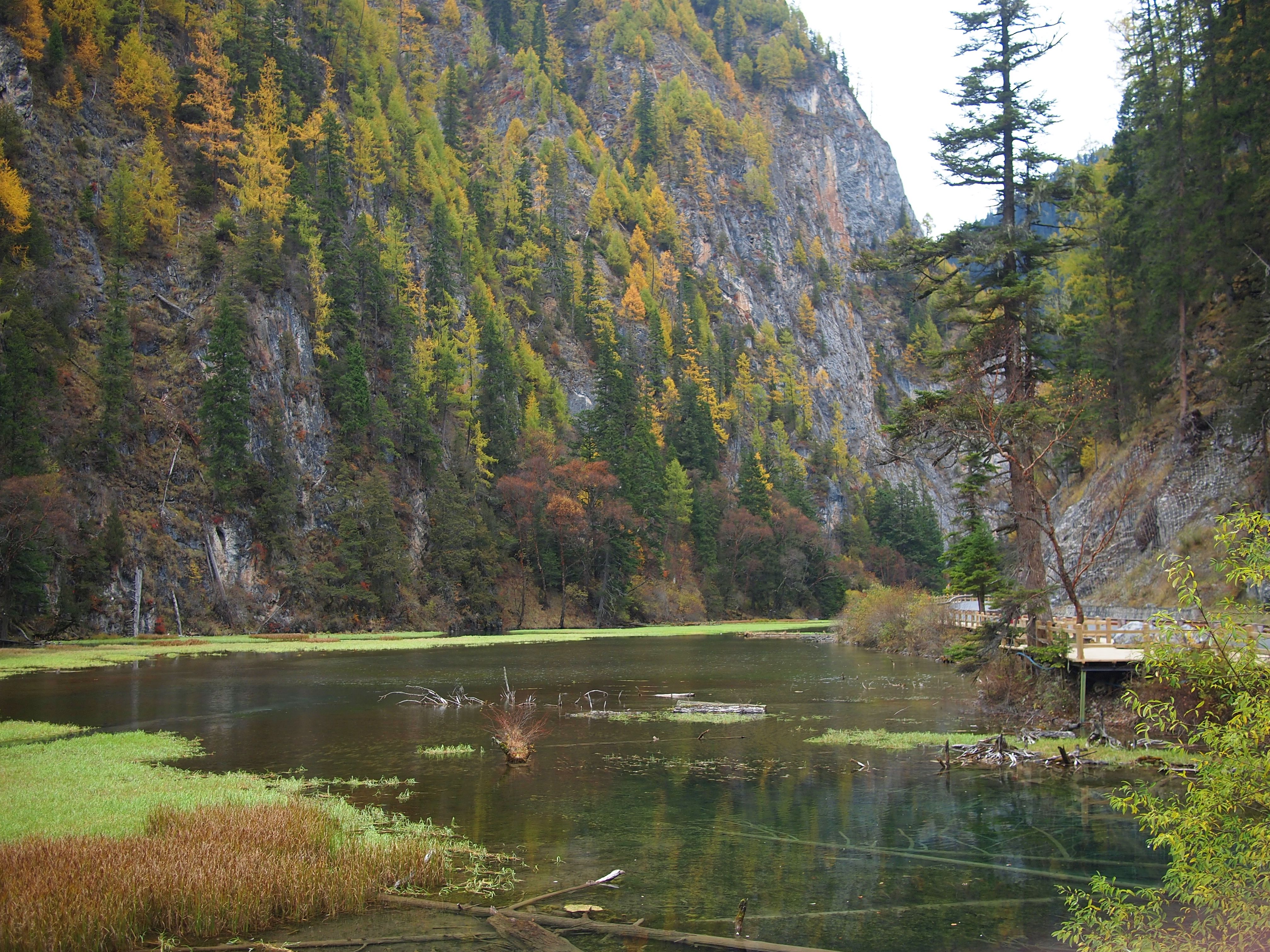
天鹅海
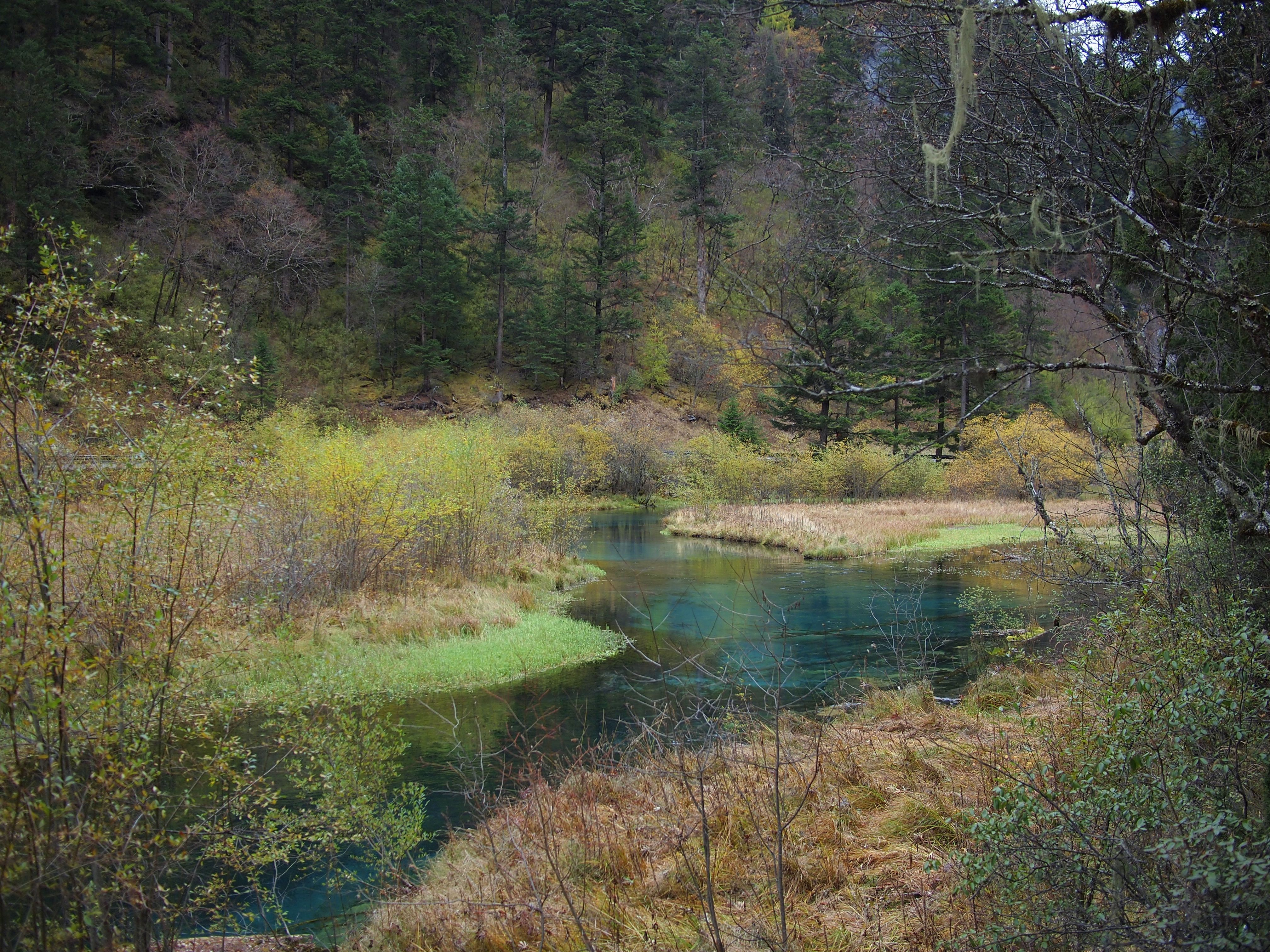
芳草海
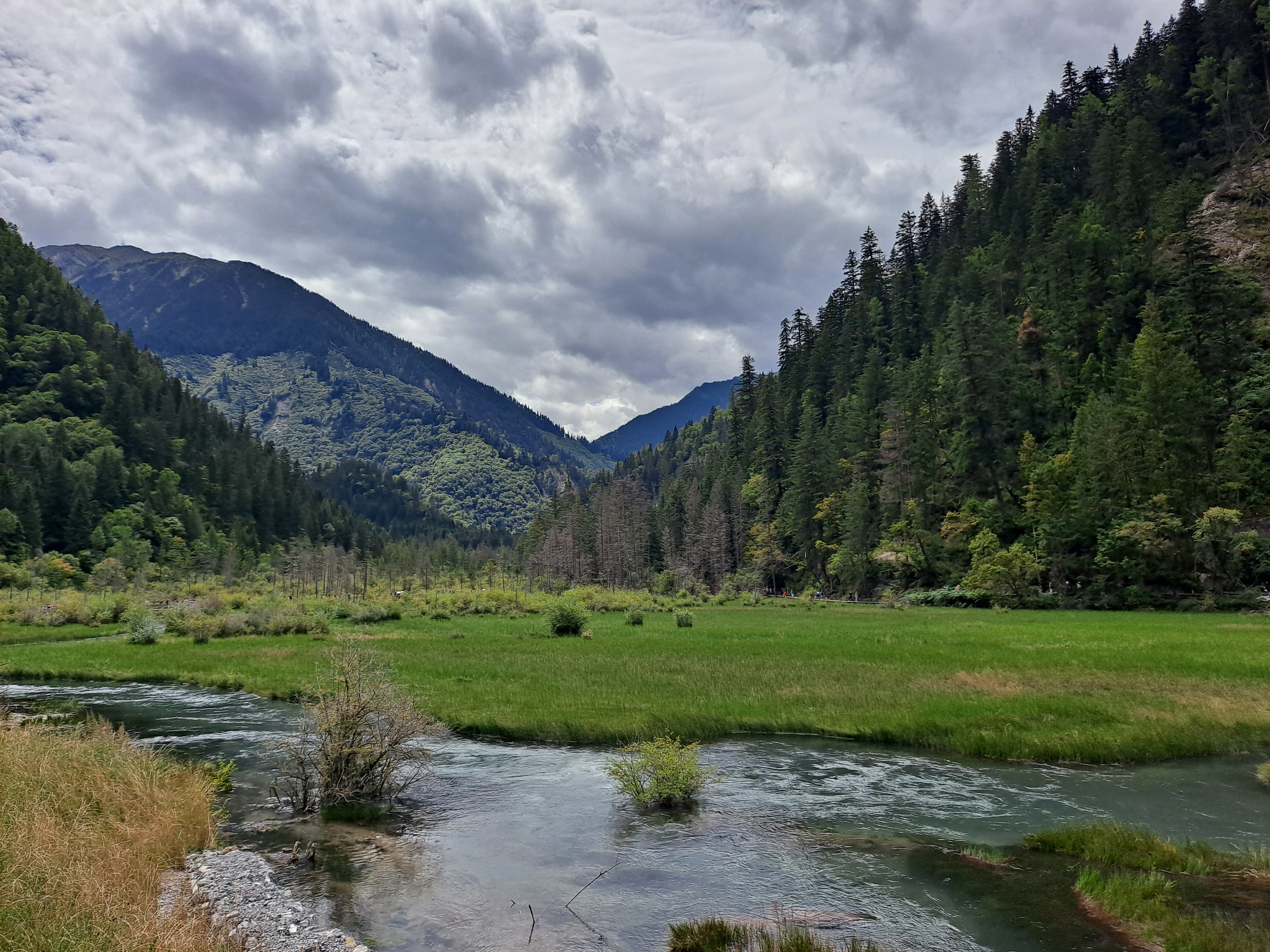
箭竹海
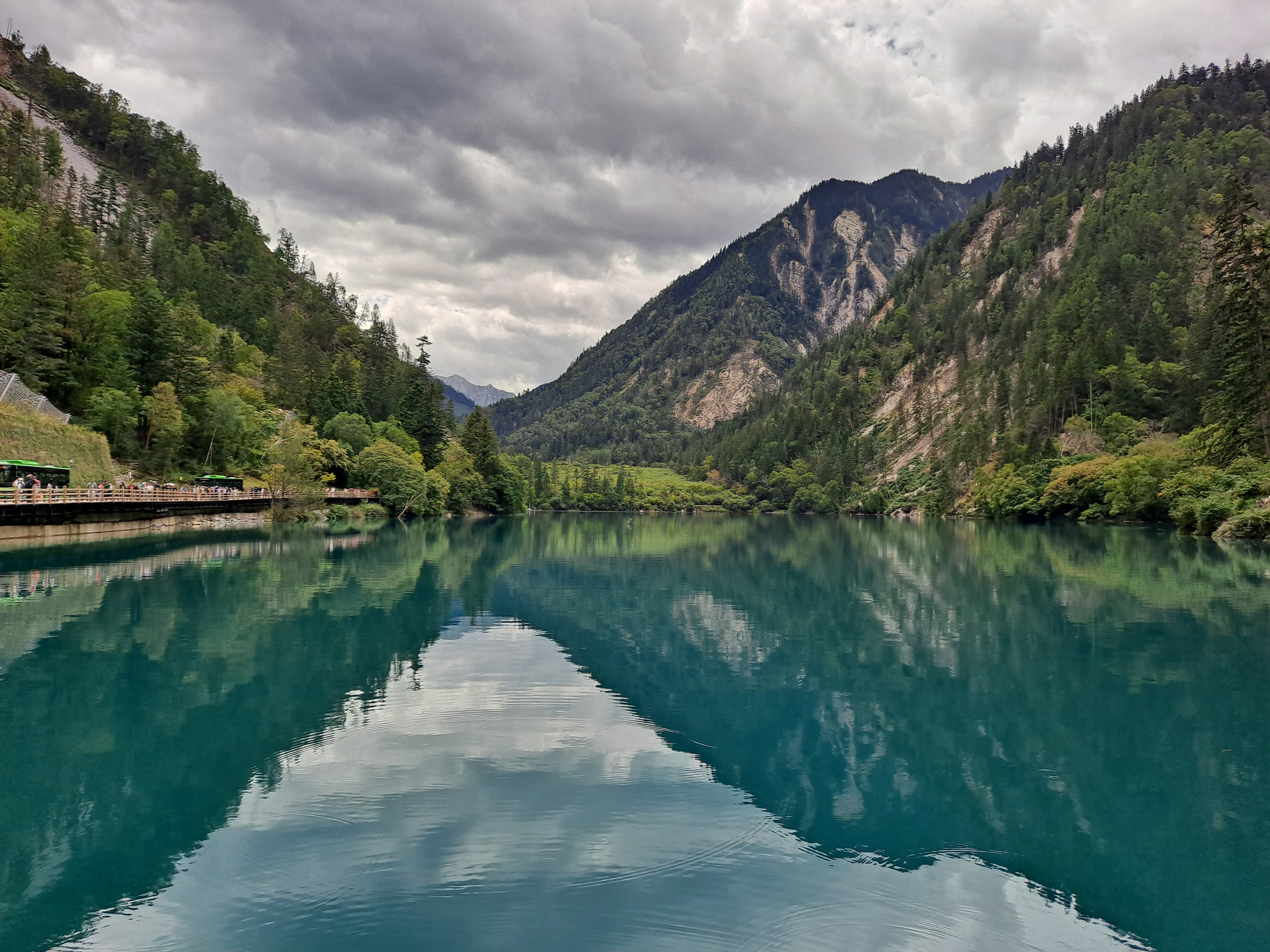
熊猫海
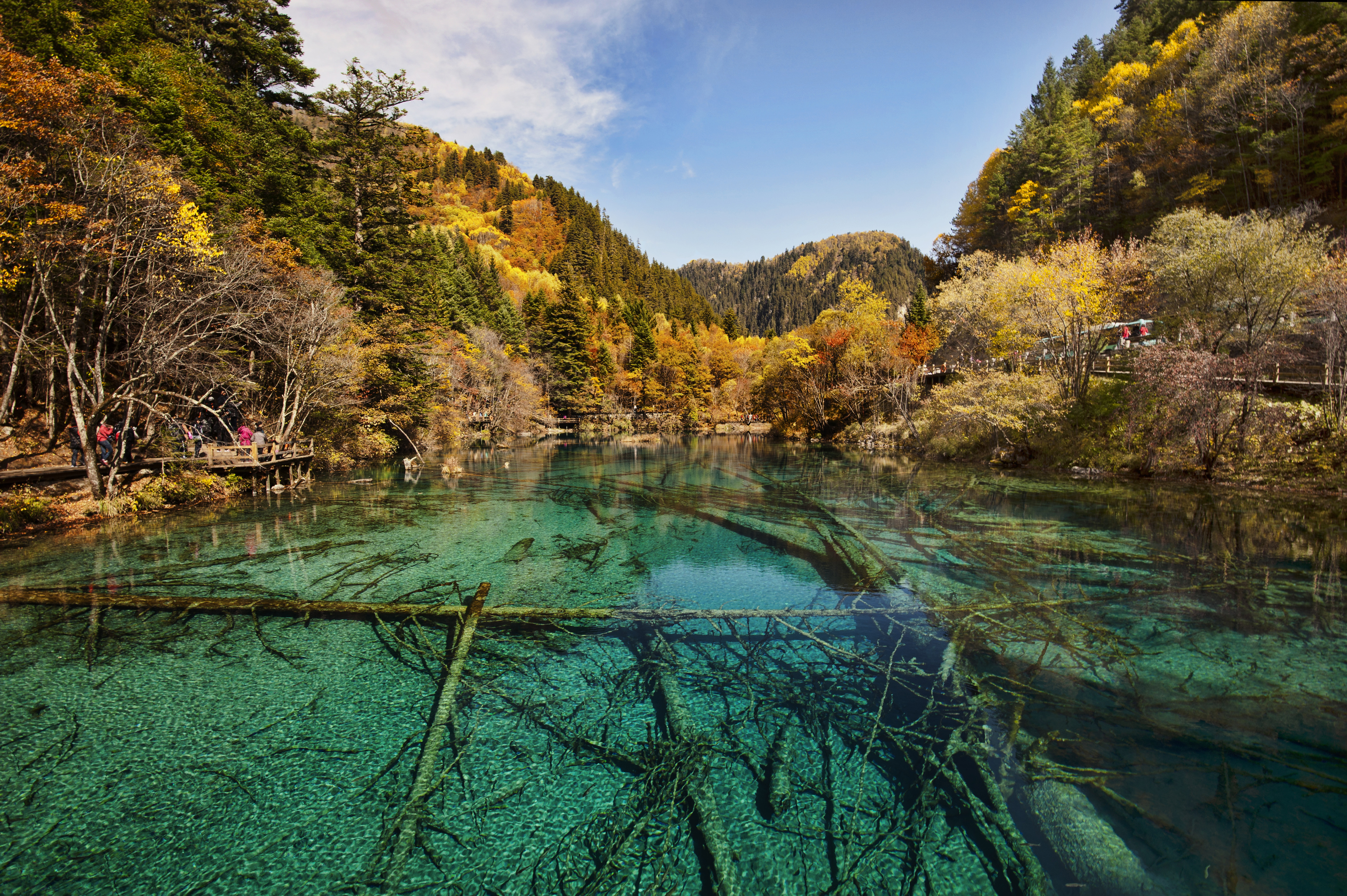
五花海
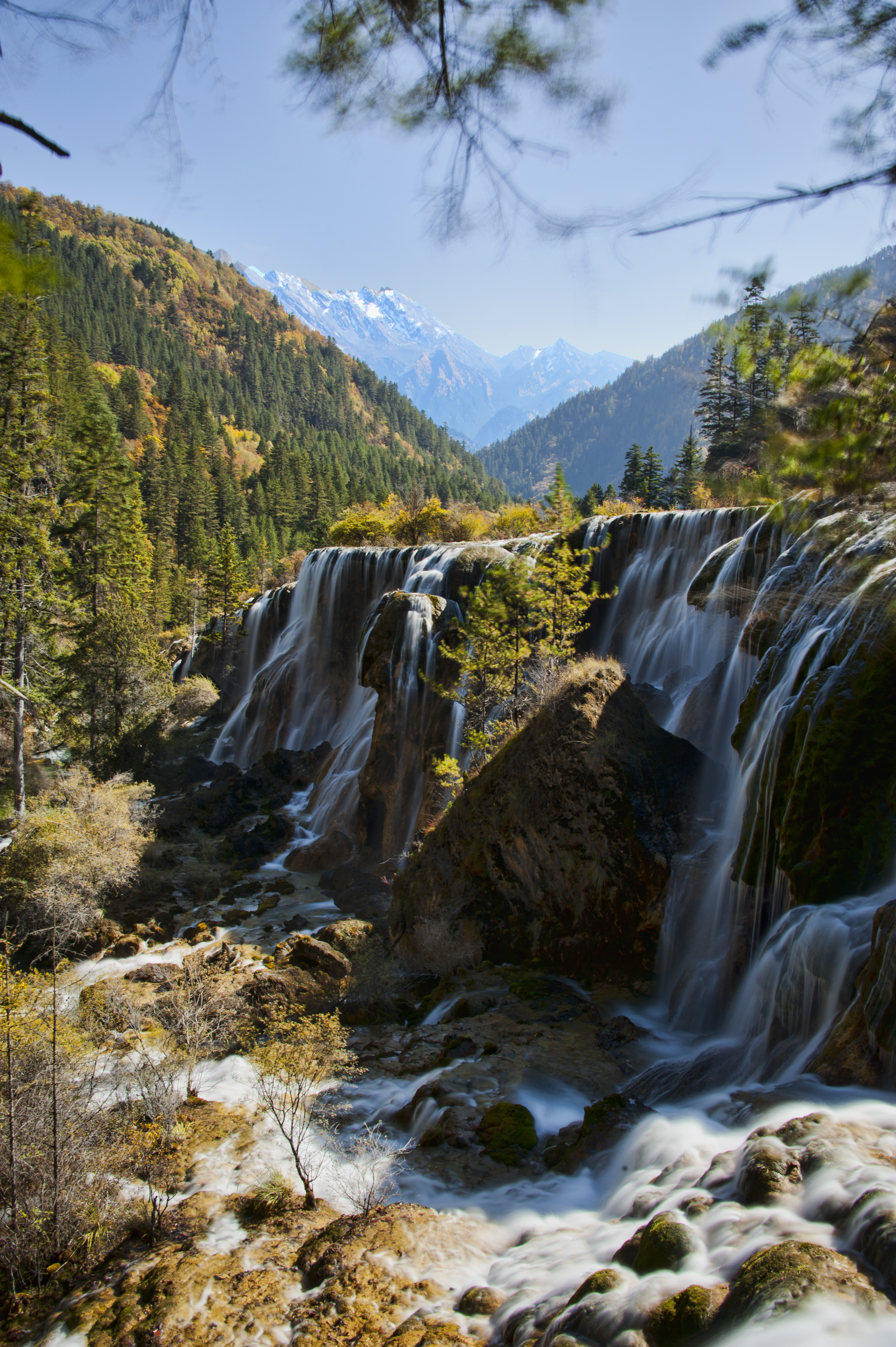
珍珠滩瀑布
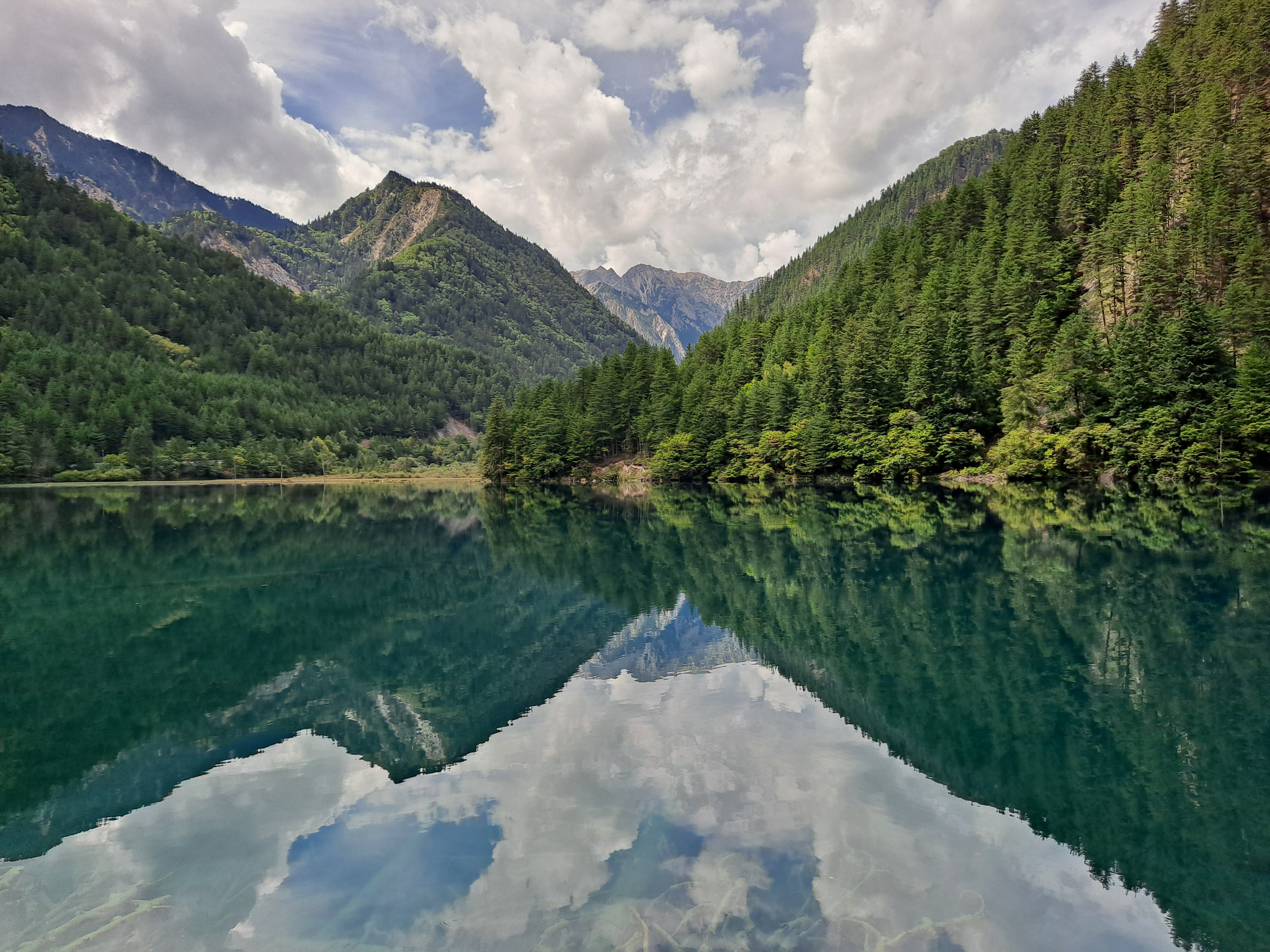
镜海

#### 则查洼沟
则查洼沟全长约31.7千米，位于诺日朗瀑布东南，海拔约2600-3100米，由北向南有下季节海、上季节海、五彩池、长海。
- 长海
- 五彩池
- 上季节海
- 中季节海
- 下季节海
- 则查洼寨

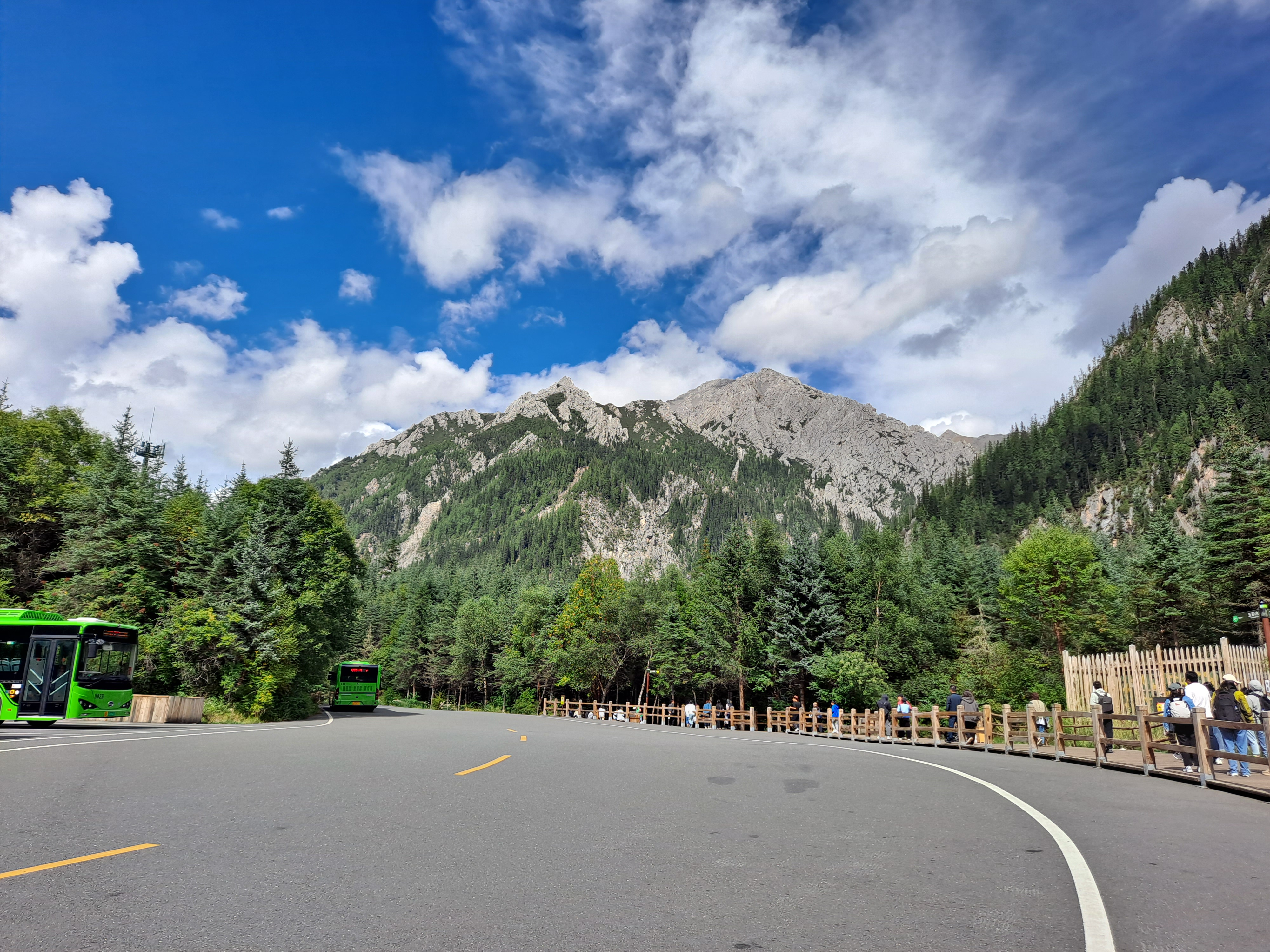
长海景区停车场
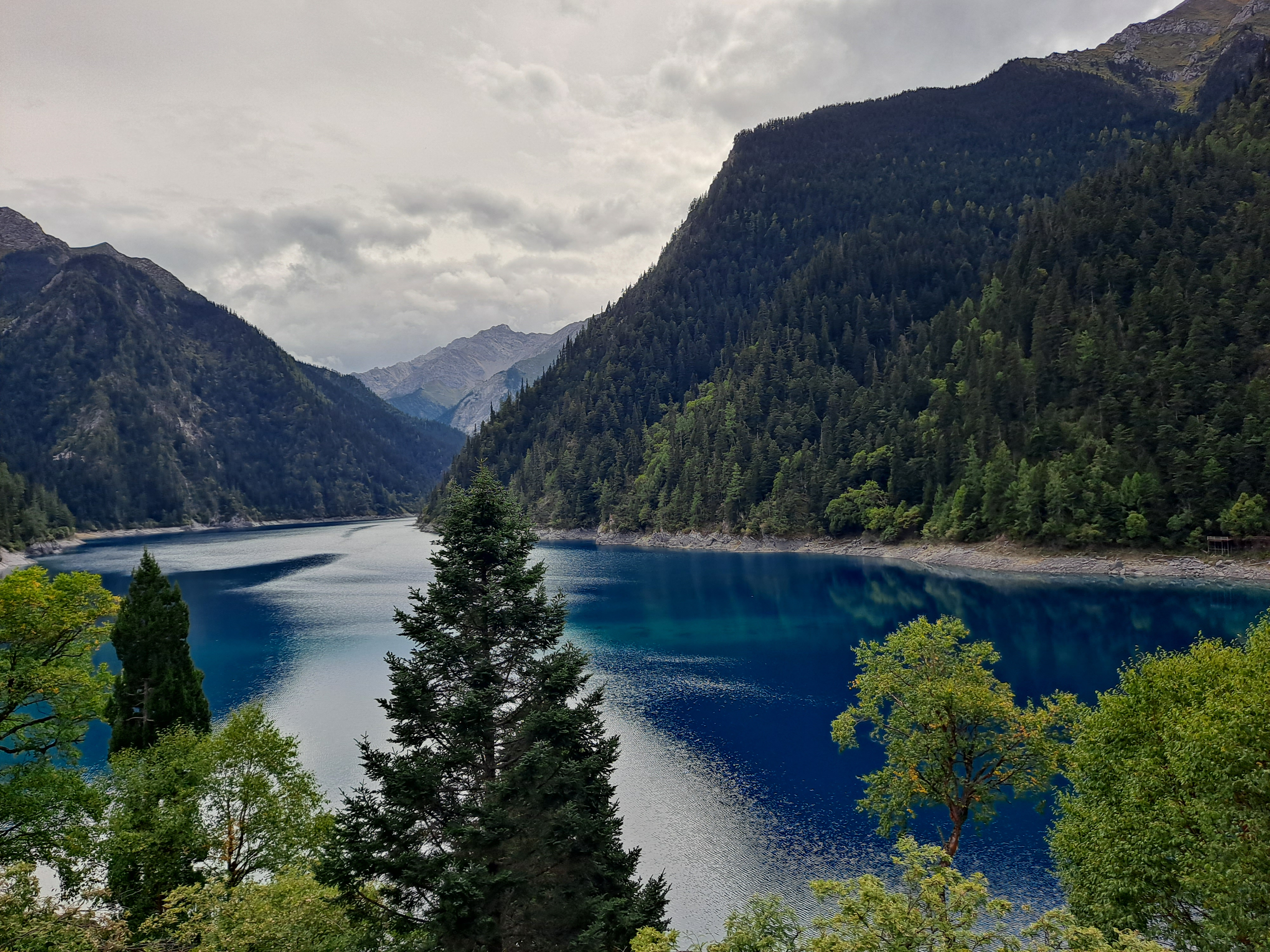
长海
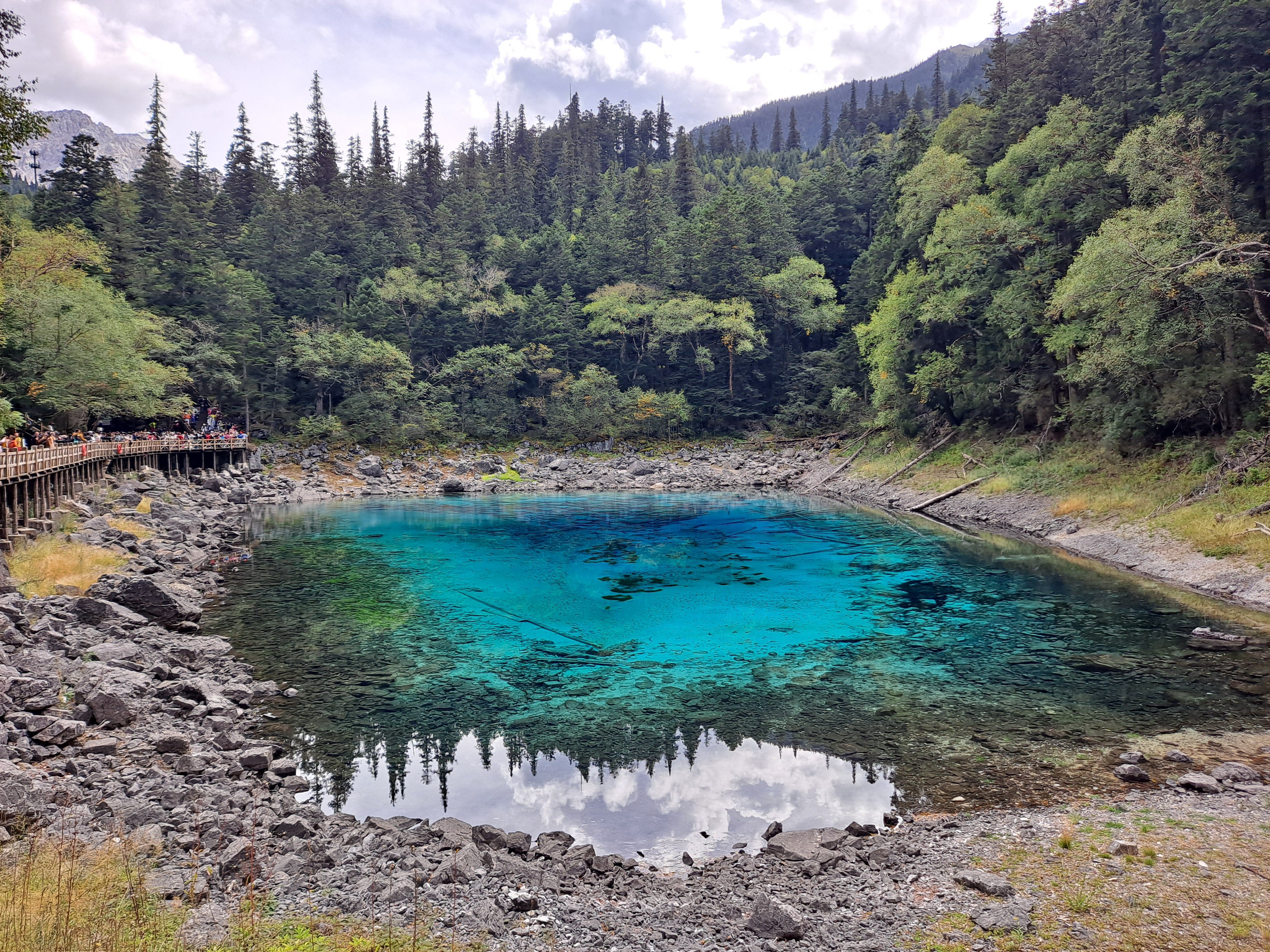
五彩池
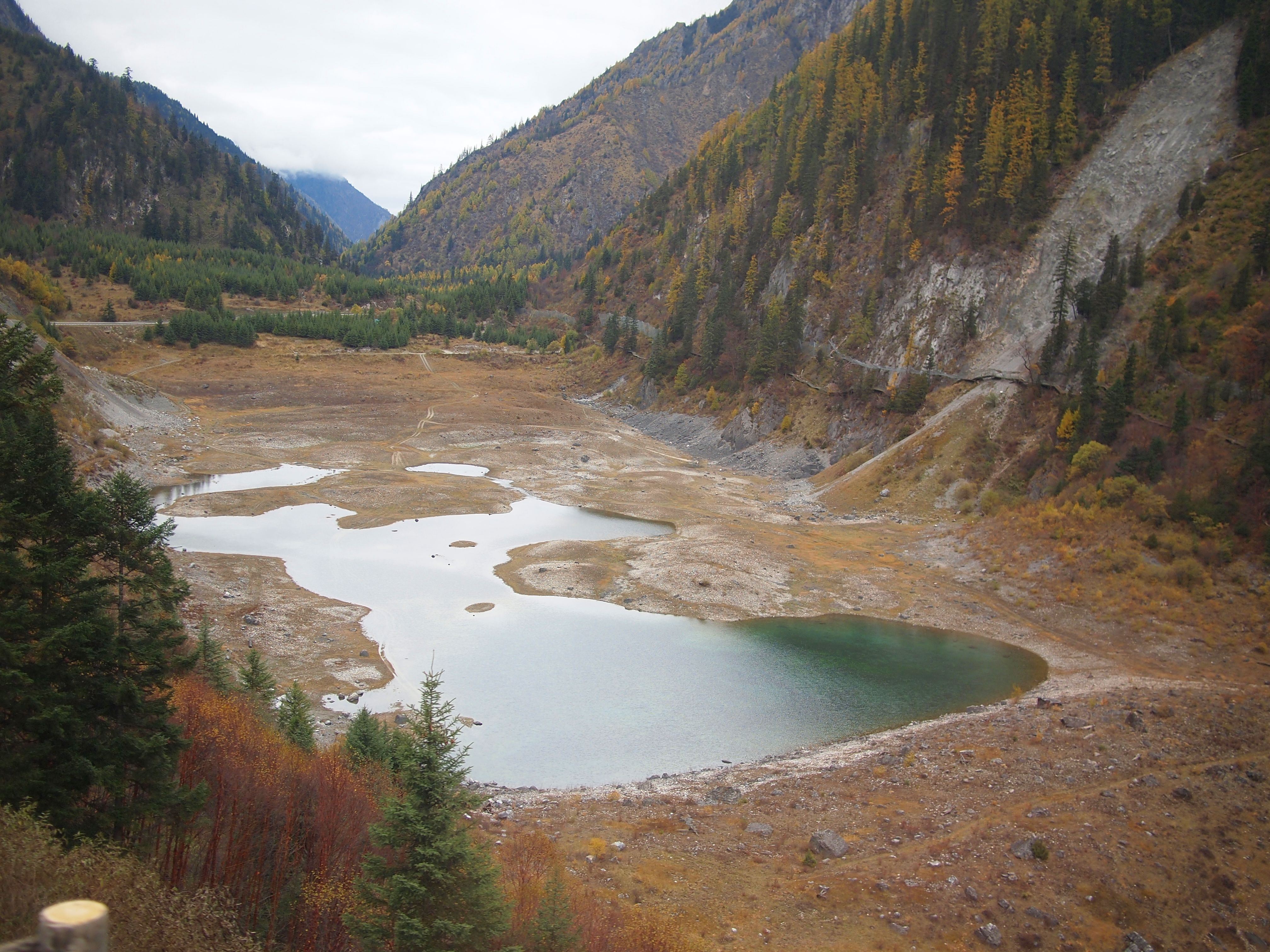
上季节海
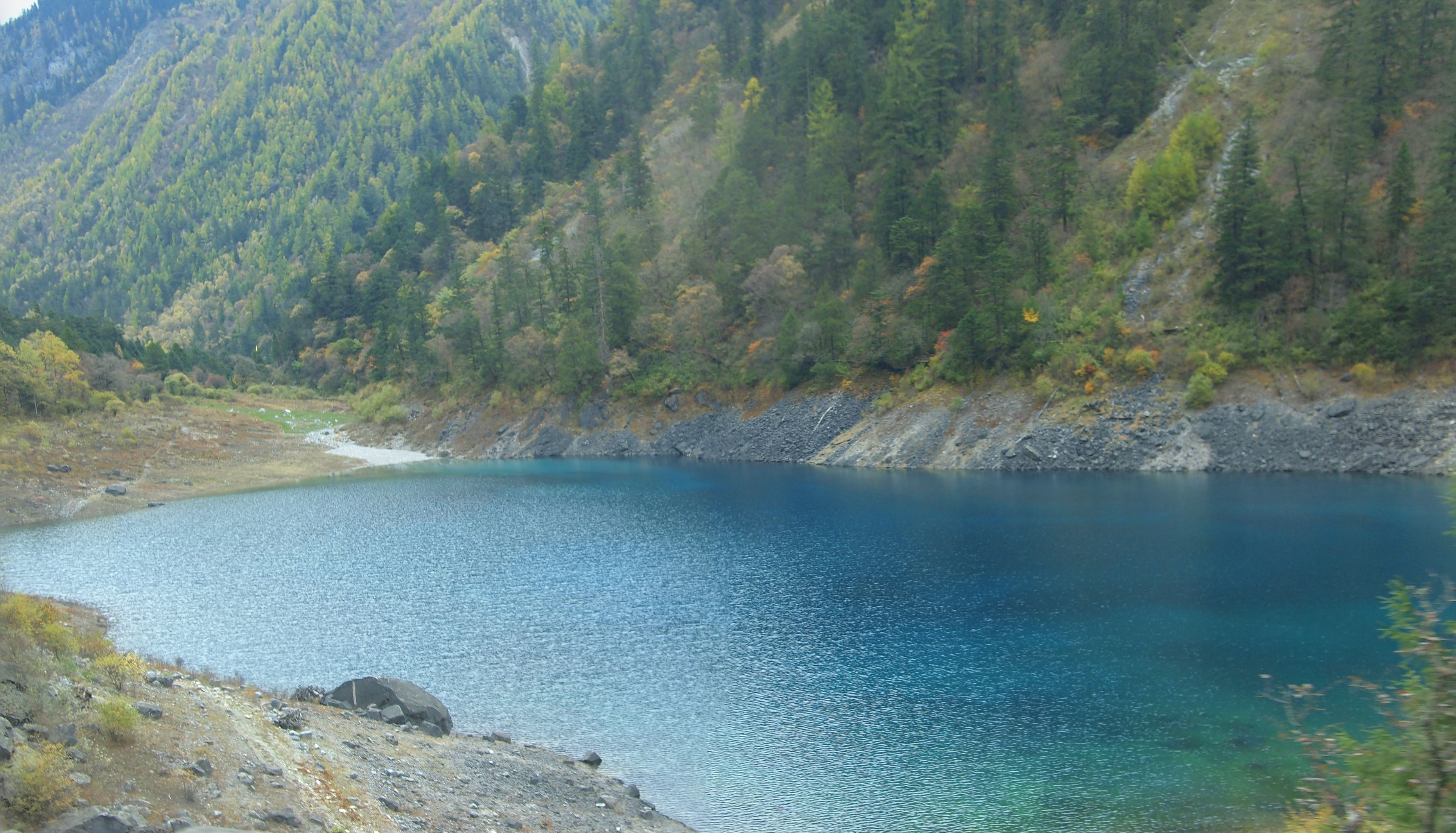
下季节海
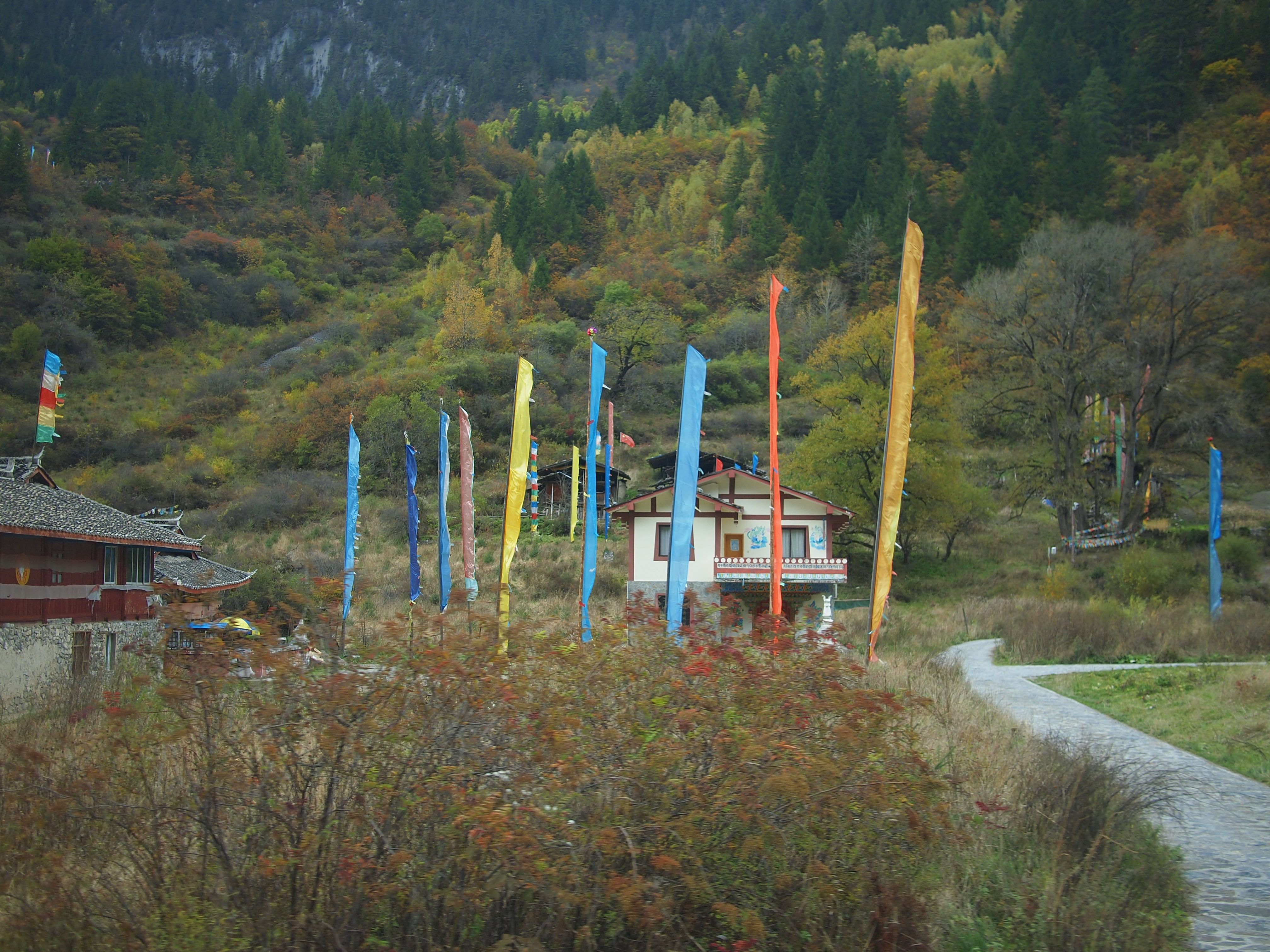
则查洼寨
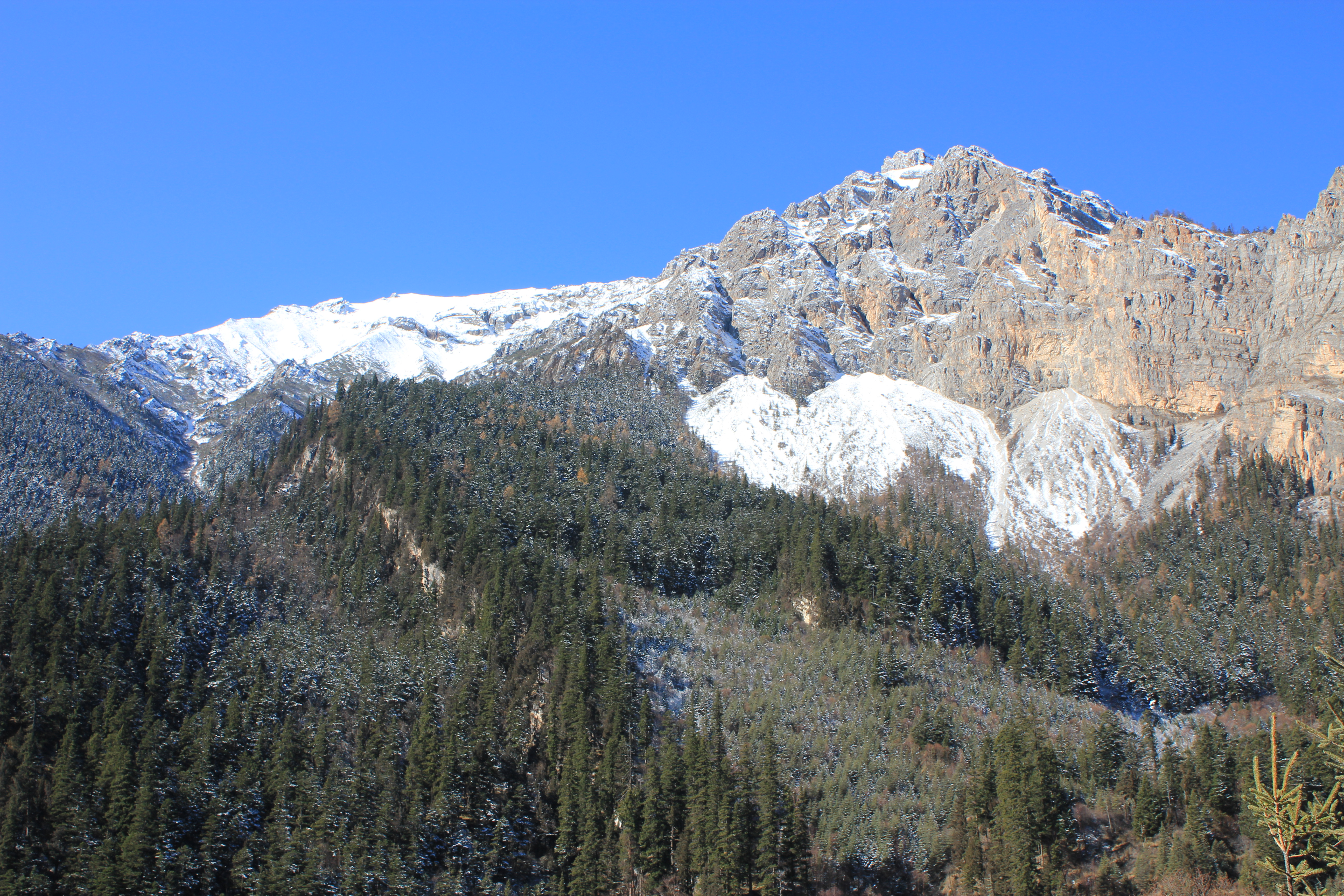
则查洼沟

## 文化

### 影视取景
九寨沟开发旅游后，曾于1981年到1987年先后成为电影《自古英雄出少年》、《神奇的绿宝石》、《熊猫的故事》，以及电视剧《86版西游记》的取景地之一，打响了景区的知名度。1990年代的《东游记》、2000年代初的《英雄》、张纪中版《神雕侠侣》亦在景区取景。
2006年，景区管理因云南《无极》天池破坏事件做出了《关于严格限制在九寨沟风景名胜区内进行影视拍摄的决定》。2007年4月底广电总局下发通知，规定在自然保护区核心区和缓冲区、风景名胜区核心景区内，禁止进行拍摄活动；在自然保护区实验区、风景名胜区核心景区以外范围、各级文物保护单位保护范围内，严格限制影视剧拍摄活动。九寨沟景区于2007年底开始谢绝所有影视剧组进沟拍戏。